# Reprezentacja Niemiec w piłce nożnej mężczyzn
Reprezentacja Niemiec w piłce nożnej mężczyzn (niem. die deutsche Fußballnationalmannschaft der Männer) – narodowy zespół piłkarzy nożnych, który reprezentuje Republikę Federalną Niemiec w meczach i turniejach międzynarodowych. Za istnienie reprezentacji odpowiedzialny jest Deutscher Fußball-Bund.
Reprezentacja Niemiec to obok Brazylii najbardziej utytułowana drużyna narodowa. Wystąpiła w 20 turniejach finałowych MŚ (1934, 1938, 1954, 1958, 1962, 1966, 1970, 1974, 1978, 1982, 1986, 1990, 1994, 1998, 2002, 2006, 2010, 2014, 2018, 2022). Ustępuje jedynie reprezentacji Brazylii, która wystąpiła we wszystkich turniejach. Zdobyła czterokrotnie Puchar Świata (1954, 1974, 1990 i 2014). Wystąpiła 14 razy w turniejach finałowych ME (1972, 1976, 1980, 1984, 1988, 1992, 1996, 2000, 2004, 2008, 2012, 2016, 2020, 2024). Zawodnicy Niemiec zdobyli mistrzostwo Europy trzy razy (1972, 1980 i 1996). Mają najlepsze statystyki medalowe z wszystkich reprezentacji na Mistrzostwach Europy, a na świecie ustępują jedynie Brazylii.
Na podstawie przepisów RFN oraz międzynarodowego uznania uznaje się współczesną reprezentację Niemiec za sukcesora reprezentacji Cesarstwa Niemieckiego, Republiki Weimarskiej i III Rzeszy. W latach 1949–1990 w związku z istnieniem Niemieckiej Republiki Demokratycznej istniała także druga niemiecka drużyna narodowa, której wyniki nie są zaliczane do wyników opisanej w niniejszym artykule reprezentacji.
Przed wojną Niemcy, poza brązowym medalem z mundialu 1934 nie odnosili dużych sukcesów. Na kolejnych mistrzostwach świata, mimo obecności w składzie wielu Austriaków, drużyna w historii odpadła już po pierwszej fazie turnieju.
Dość nieoczekiwane zdobycie mistrzostwa świata w roku 1954 (w tamtym czasie bezwzględnie dominowała reprezentacja Węgier), pokazało potencjał drzemiący w piłkarzach pochodzących z Niemiec. Jednak na prawdziwą dominację tego państwa w rozgrywkach piłkarskich, przyszło poczekać jeszcze kilka lat. Turniej w Szwecji Niemcy zakończyli na czwartym miejscu. Na mistrzostwach w Chile dotarli do ćwierćfinału. Z Anglii piłkarze niemieccy wrócili do kraju jako wicemistrzowie świata, z kolei z Meksyku jako brązowi medaliści imprezy.
W 1974 roku jako aktualny mistrz Europy (w meczu finałowym Euro 72 ekipa niemiecka pokonała Związek Radziecki 3:0), drużyna prowadzona przez Helmuta Schöna zdobyła tytuł najlepszej drużyny na świecie pokonując Holendrów 2:1. O obliczu tamtego zespołu decydowali m.in. bramkarz Sepp Maier, obrońcy Franz Beckenbauer, Paul Breitner i Berti Vogts, pomocnik Wolfgang Overath i snajper Gerd Müller, który dwa lata wcześniej został królem strzelców mistrzostw Europy.
W 1976 roku w Jugosławii Niemcy zostali wicemistrzami Europy po porażce w rzutach karnych z Czechosłowacją. Dwa lata później mundial w Argentynie zakończyli na ćwierćfinale. W 1980 roku Niemcy ponownie triumfowali w mistrzostwach Starego Kontynentu, a następnie trzy razy z rzędu grali w finale kolejnych mundiali (1982, 1986, 1990). Wygrali tylko w jednym, w 1990 roku, kiedy selekcjonerem był Beckenbauer. W tym okresie piłkarze niemieccy dwukrotnie jeszcze wzięli udział w europejskim czempionacie (1984, 1988). Występ w pierwszym z nich (turniej we Francji) zakończyli już po fazie grupowej. W drugim (będąc gospodarzem) dotarli do półfinału.
W pierwszej połowie lat 90. reprezentacja, w której występowali już zawodnicy z byłej NRD zdobyła wicemistrzostwo (w 1992 roku) oraz mistrzostwo (w 1996) Europy. Dotarła również do ćwierćfinału mundialu 1994. Z piłkarzy urodzonych we Wschodnich Niemczech największą karierę zrobił w tamtym czasie obrońca Matthias Sammer, w 1996 roku wybrany na najlepszego piłkarza kontynentu.
Po zwycięskich Mistrzostwach Europy 1996 rozpoczął się trwający blisko sześć lat kryzys reprezentacji. Z kadry zaczęli powoli odchodzić doświadczeni zawodnicy, debiutujący przed 1990 rokiem. W tym okresie zespół wyraźnie rozczarował kibiców, a na dwóch kolejnych turniejach: Mistrzostwach Świata 1998 Niemcy odpadli w ćwierćfinale, zaś dwa lata później na Mistrzostwach Europy 2000 Niemcy zanotowali jeden z najgorszych wyników w historii ponieważ nie zdołali wyjść z grupy zajmując ostatnie miejsce w grupie nie wygrywając żadnego meczu zdobywając zaledwie jeden punkt i jedną bramkę.
Od początku XXI wieku drużyna zaczęła się odradzać. W 2002 roku reprezentacja Niemiec została wicemistrzami świata. W rozgrywkach o Puchar Konfederacji 2005 (próba generalna przed MŚ 2006) ekipa niemiecka będąca gospodarzem tej imprezy zajęła trzecie miejsce po zwycięstwie nad Meksykiem 4:3. Na Mundialu 2006 drużyna prowadzona przez Jürgena Klinsmanna zajęła trzecie miejsce wygrywając z Portugalią 3:1. Na Euro 2008 pod wodzą nowego już trenera, Joachima Löwa reprezentacja Niemiec dotarła do finału, gdzie przegrała z Hiszpanią 0:1. Na Mundialu 2010 w Republice Południowej Afryki drużyna Niemiec również zajęła 3. miejsce zwyciężając Urugwaj 3:2. Na Euro 2012 Niemcy odpadli w półfinale po porażce z Włochami 1:2. Dwa lata później na turnieju w Brazylii zostali mistrzami świata, pokonując w finale po dogrywce Argentynę 1:0. Na Euro 2016 Niemcy dotarły do półfinału, w którym przegrali z Francją 0:2.

## Dzieje reprezentacji

### Lata 1984–1990
Nowym selekcjonerem pierwszy raz w historii nie został asystent poprzedniego trenera kadry. Zamiast Ericha Ribbecka na opiekuna reprezentacji wybrano Franza Beckenbauera, w przeszłości uznanego piłkarza, który jednak nie miał żadnego doświadczenia w pracy szkoleniowej. Jego głównym zadaniem było, poprzez udany występ drużyny narodowej na Mundialu 1986, zmazanie niekorzystnego wrażenia po Euro 1984.

#### Wicemistrzostwo świata 1986
Tuż przed mundialem Niemcy w spotkaniach towarzyskich pokonali Włochów (2:1), Brazylijczyków (2:0) i Holendrów (3:1). Beckenbauer wprowadził do kadry wielu nowych piłkarzy, pomijanych dotychczas przez swojego poprzednika. Jednak w pierwszych meczach na mistrzostwach główny faworyt do zdobycia Pucharu Świata zdaniem wielu obserwatorów zawiódł. Wymęczony (bramka w '85 minucie) remis z Urugwajem (1:1), szczęśliwe zwycięstwo nad Szkocją (2:1) i porażka z Danią (0:2) sprawiły, że Niemcy były o krok od zakończenia swojego udziału na fazie grupowej. Ostatecznie zajęły drugie miejsce i paradoksalnie miały więcej szczęścia od zwycięzców grupy Duńczyków, bowiem w drugiej rundzie trafiły nie na Hiszpanów (z którymi podopieczni Seppa Piontka przegrali 1:5), ale na znacznie niżej rozstawione Maroko (1:0). W tym i w kolejnym (z Meksykiem, 0:0, k. 4:1) spotkaniu według komentatorów zagrali znacznie poniżej swoich możliwości, a mimo to wygrali. Dopiero w półfinale z mistrzami Europy Francuzami odnieśli przekonujące zwycięstwo 2:0 i drugi raz z rzędu mogli szykować się do gry w finale imprezy. Tu spotkali się z prowadzonymi na boisku przez Diego Maradonę Argentyńczykami. Po '55 minutach przegrywali 0:2, ale po strzałach Karl-Heinza Rummenigge (31 lat, Inter Mediolan) i wprowadzonego w drugiej połowie Rudiego Völlera doprowadzili do remisu. Jednak na pięć minut przed zakończeniem spotkania Jorge Burruchaga zdecydował się na rajd z piłką z połowy boiska i nie zatrzymywany przez nikogo zdobył zwycięską dla Argentyny bramkę.
W podstawowej jedenastce w ataku zamiast dwukrotnego laureata Złotej Piłki Karl-Heinza Rummenigge Beckenbauer wybierał najczęściej młodszego o pięć lat Rudiego Völlera (Werder Brema); pewne miejsce miał tylko doświadczony Klaus Allofs (30, 1. FC Köln). Obaj – Völler i Allofs – zdobyli w turnieju po dwa gole. W czasie spotkania selekcjoner, szczególnie, kiedy na tablicy świetlnej utrzymywał się niekorzystny dla Niemców wynik (w czterech spotkaniach pierwsi tracili bramkę), w miejsce jednego z obrońców wprowadzał trzeciego napastnika – Rummenigge lub Pierre’a Littbarskiego (26, 1. FC Köln). Skutkiem takich posunięć było zazwyczaj przeważenie szali zwycięstwa na swoją korzyść w końcówce meczu; aż czterokrotnie – w spotkaniach z Urugwajem, Marokiem, Francją i Argentyną, Niemcy zdobywali gola w ostatnich siedmiu minutach. To w czasie mundialu 1986 angielski napastnik Gary Lineker powiedział, że „Na boisku biega dwudziestu dwóch piłkarzy, a i tak zawsze zwyciężają Niemcy”.
Podopieczni Beckenbauera sprawnie przechodzi od obrony do ataku, ponieważ dwóch nominalnych bocznych obrońców Thomas Berthold (22, Eintracht Frankfurt) i Hans-Peter Briegel (31, Hellas Verona), który wymieniał się pozycjami z Andreasem Brehme (26, 1. FC Kaiserslautern), występowało na skrzydłach w pomocy i w razie zagrożenia pod niemiecką bramką wracali i wspomagali defensywę. Berthold zaczął turniej jako obrońca i dopiero w drugiej rundzie został przesunięty do drugiej linii; odwrotny zabieg Beckenbauer zastosował w czasie mundialu 1990. Także pełniący obowiązki defensywnego pomocnika Norbert Eder (31, Bayern Monachium) aktywnie włączał się zarówno do akcji obronnych, jak i zaczepnych. Obecność Edera w kadrze była zresztą zdaniem niemieckich dziennikarzy dużą niespodzianką. Zastąpił on Guido Buchwalda (25, VfB Stuttgart), z którego Beckenbauer zrezygnował w przededniu mistrzostw. Przed turniejem miał na koncie tylko dwa mecze w reprezentacji, na mistrzostwach rozegrał pełne siedem, a potem już nigdy więcej nie wystąpił w drużynie narodowej. Selekcjoner, w przeszłości grający na pozycji ostatniego obrońcy, pozostał wierny ustawieniu z klasycznym libero. Najpierw był nim Klaus Augenthaler (29, Bayern), po dwu pierwszych meczach zmieniony przez bardziej doświadczonego Ditmara Jakobsa (33, Hamburger SV).
Rezerwowemu bramkarzowi Uli Steinowi (32, HSV) nie podobała się rola zmiennika Haralda Schumachera i głośno krytykował zarówno zawodnika 1. FC Köln, jak i selekcjonera, którego w jednym z wywiadów nazwał „suppenkasper” (dosł. „zupny bufon”, nawiązał do reklamowania przez Beckenbauera zupek w proszku w latach 60.). Stein jeszcze w czasie trwania mistrzostw został odesłany do domu. Tymczasem Schumacher (32), który w ćwierćfinałowym spotkaniu z Meksykiem obronił dwa rzuty karne, uważany był za jeden z najpewniejszych punktów zespołu; do czasu meczu finałowego. W '23 minucie najważniejszego spotkania rozminął się z piłką po rzucie wolnym Burruchagi, a José Luis Brown strzelił do pustej bramki. Po turnieju Schumacher opublikował swoje wspomnienia, w których w krytyczny sposób przedstawiał kolegów z kadry i selekcjonera. Beckenbauer zapowiedział, że będzie szukać nowego bramkarza. W październiku 1986 roku Schumacher rozegrał ostatnie spotkanie w drużynie narodowej.
Po mundialu siedmiu zawodników z podstawowej jedenastki pożegnało się z reprezentacją: Rummenigge, Jakobs, Briegel i Felix Magath (33, Hamburger SV) ze względu na wiek, Eder, który obniżył formę, zmagający się z kontuzjami prawy obrońca Karlheinz Förster (30, VfB Stuttgart) oraz Schumacher. Cztery lata później na mistrzostwach świata w 1990 roku z zawodników obecnych w Meksyku zagrali tylko Berthold, Augenthaler, Brehme, Matthäus, Littbarski i Völler.

#### Mistrzostwo świata 1990
Mundial 1990 był w opinii wielu obserwatorów jednym z najsłabszych turniejów o Puchar Świata. Zawiedli główni faworyci – mistrzowie Europy Holendrzy, Brazylijczycy i Hiszpanie odpadli już w drugiej rundzie, a piłkarze Związku Radzieckiego, wicemistrzowie Starego Kontynentu, w grupie dali się wyprzedzić Kamerunowi. Poniżej oczekiwań spisała się także broniąca tytułu Argentyna, która, mimo iż doszła do finału, hołdowała defensywnemu i agresywnemu stylowi gry. Niemcy zdaniem obserwatorów wygrali, chociaż nie mieli w swoim składzie wielkich piłkarskich indywidualności, dzięki solidności, stabilnej formie i dyscyplinie taktycznej.
Beckenbauer w meczach grupowych stosował ustawienie 4-4-2, z Klausem Augethalerem (33 lata, Bayern Monachium) w roli cofniętego libero. Od spotkania z Holandią w 1/8 finału Niemcy grali schematem 5-3-2, do defensywy przesunięty został Thomas Berthold (26, AS Roma), ponadto miejsce Stefana Reutera (24, Bayern) na środku obrony zajął jego klubowy kolega Jürgen Kohler (25). Mimo iż w zespole występowało aż pięciu nominalnych obrońców, to właśnie Niemcy były najskuteczniejszą drużyną w turnieju (15 goli), zapewne dlatego, iż grający na flankach Berthold i Andreas Brehme (30) pełnili często role skrzydłowych i szybkimi podaniami na pole karne przeciwnika uaktywniali napastników.
Za rozgrywanie piłki odpowiedzialny był charyzmatyczny kapitan i lider drużyny Lothar Matthäus (29), strzelec czterech bramek, w tym decydującej o zwycięstwie w meczu ćwierćfinałowym z Czechosłowacją. Obok niego występowali Thomas Häßler (24, 1. FC Köln), grający często tuż za napastnikami, i dobrze wyszkolony technicznie Uwe Bein (30, Eintracht Frankfurt), których z powodzeniem zmieniał nominalny atakujący Pierre Littbarski (30, 1. FC Köln).
Duet napastników – Jürgen Klinsmann (26) i Rudi Völler (30) – zdobył razem sześć goli. Obaj piłkarze dobrze znali się z występów w Serie A (Klinsmann, tak jak Matthäus i Brehme, był zawodnikiem Interu Mediolan, a Völler – Romy). W razie konieczności (np. w spotkaniu z Czechosłowacją, kiedy Völler pauzował za czerwoną kartkę) jednego z nich zastępował Karlheinz Riedle (25) z Werderu Brema. Dwie bramki dla podopiecznych Beckenbauera padły z rzutów karnych. Ich skutecznymi egzekutorami byli Matthäus i Brehme, który trafił z jedenastu metrów w finale turnieju, wygranego przez Niemcy 1:0.
Po mundialu 1986, kiedy z reprezentacją pożegnał się Harald Schumacher, Beckenbauer miał kłopot z doborem pierwszego bramkarza. Przez długi czas jego faworytem był Eike Immel, ale został on obwiniony za porażkę Niemiec z Holandią w półfinale Euro 1988 i po tym turnieju już nigdy więcej nie zagrał w drużynie narodowej. Szansę dostał Bodo Illgner, który przez wiele lat był uczniem i zmiennikiem Schumachera w 1. FC Köln. Illgner, który w dniu finału miał 23 lata 3 miesiące i 1 dzień, jest najmłodszym bramkarzem, który kiedykolwiek wystąpił w najważniejszym meczu mistrzostw. Jako jedyny od pierwszej do ostatniej minuty brał udział we wszystkich spotkaniach nie tylko w turnieju, ale i w eliminacjach. W meczu z Anglią obronił rzut karny, dzięki czemu Niemcy trzeci raz z rzędu mogły wystąpić w finale.
Pierwszy raz w historii zdarzyło się, że w ostatnim meczu turnieju spotkały się drużyny, które na tym samym etapie rozgrywek grały ze sobą cztery lata wcześniej. Inaczej niż w 1986 roku finał nie był emocjonujący, a o zwycięstwie przesądził gol strzelony z rzutu karnego w 85 minucie.
Po mistrzostwach Beckenbauer podał się do dymisji. Pałeczkę przekazał swojemu asystentowi i dawnemu koledze z występów w drużynie narodowej Bertiemu Vogtsowi. Wraz z Beckenbauerem z reprezentacją pożegnali się Klaus Augenthaler i Pierre Littbarski.

### Lata 1990–1998

#### Mistrzostwach Europy 1996
Po Mistrzostwach Świata 1994 kibice i dziennikarze domagali się zwolnienia Vogtsa. Zarzucali mu złe przygotowanie drużyny do turnieju i nieumiejętność wprowadzenia do niej dyscypliny (incydent z udziałem Stefana Effenberga). Za selekcjonerem wstawił się jednak Egidius Braun, ówczesny szef krajowej federacji.
Vogts postanowił wyciągnąć wnioski z amerykańskiego niepowodzenia; zmodernizował styl pracy i pokusił się o kilka kontrowersyjnych decyzji personalnych. Nie dał Effenbergowi szansy powrotu do kadry, zrezygnował z obrońcy Lothara Matthäusa, który skonfliktowany był z Sammerem i Klinsmannem, a w bramce postawił na doświadczonego, acz wcześniej będącego jedynie rezerwowym w drużynie narodowej Andreasa Köpke.
Dla 34-letniego Köpkego Euro 1996 było pierwszą piłkarską imprezą, na której wystąpił w podstawowej jedenastce. Znalazł się w kadrze na Mistrzostwa Świata 1990 i 1994 oraz Mistrzostwa Europy 1992, ale wówczas był jedynie zmiennikiem Bodo Illgnera. Po mundialu 1994 27-letni Illgner ogłosił zakończenie reprezentacyjnej kariery, a Vogts musiał wybrać nowego pierwszego bramkarza z duetu Köpke – Kahn. Postawił na starszego zawodnika Eintrachtu Frankfurt i zdaniem wielu obserwatorów nie pomylił się. Köpke przez cały turniej przepuścił tylko trzy gole (żadnego w rozgrywkach grupowych) i jako jedyny, prócz Davida Seamana, obronił rzut karny podczas zasadniczego czasu gry. Uznany został za najlepszego bramkarza turnieju. Po mistrzostwach był o krok od przejścia do FC Barcelony.
Linię obrony mieli tworzyć: zawodnik Bayernu Monachium Thomas Helmer (31 lat) oraz trzej piłkarze zespołu mistrza Niemiec Borussii Dortmund: Stefan Reuter (30), Matthias Sammer (29) i Jürgen Kohler (31). Jednak ten ostatni po czternastu minutach inauguracyjnego meczu z Czechami musiał opuścić boisko z powodu kontuzji. Zastąpił go Markus Babbel (24, Bayern). W poturniejowych komentarzach przeważała opinia, że defensywa mistrzów Europy złożona jest z doświadczonych rzemieślników, solidnych, lecz nie efektownych, wśród których najbardziej wyróżnili się stoperzy Helmer i Sammer, pełniący rolę libero. Sammer, strzelec dwóch bramek, wybrany został zresztą do najlepszej jedenastki mistrzostw, a pod koniec 1996 roku otrzymał Złotą Piłkę dla najlepszego piłkarza, grającego w klubach Europy.
Liderem drugiej linii był Andreas Möller (29, Borussia Dortmund), którego zabrakło w finale turnieju z powodu nadmiaru żółtych kartek. Christian Ziege (24, Bayern), obok Köpkego i Sammera, jedyny, który wystąpił we wszystkich meczach od pierwszej do ostatniej minuty, z powodzeniem radził sobie na lewej pomocy lub obronie (w defensywie grał w meczu finałowym), często pełnił funkcję klasycznego lewoskrzydłowego. Po przeciwnej stronie występował Thomas Häßler (30, Karlsruher SC), który słabsze przygotowanie fizyczne nadrabiał doświadczeniem i skutecznym wykonywaniem stałych fragmentów gry. Za przerywanie ataków przeciwnika już na jego połowie odpowiedzialny był defensywny pomocnik Dieter Eilts (32), od 1984 roku zawodnik Werderu Brema, w którego barwach grał aż do końca piłkarskiej kariery.
Za największą indywidualność mistrzowskiego zespołu uchodził kapitan drużyny Jürgen Klinsmann (32, Bayern). Przejął opaskę kapitańską po Matthäusie, którego Vogts odsunął od reprezentacji właśnie dlatego, aby skłócony z nim Klinsmann mógł mieć większy komfort gry. Mimo iż w czasie turnieju zmagał się z kontuzją (nie zagrał z jej powodu w półfinale z Anglią), zdobył trzy gole (dwa w grupowym spotkaniu z Rosją) i był najlepszym strzelcem drużyny. Jego partnerem w ataku był początkowo Fredi Bobic (25, VfB Stuttgart), ale później selekcjoner dawał najczęściej szansę weteranowi Stefanowi Kuntzowi (34, Beşiktaş JK), który pod nieobecność Klinsmanna zdobył gola w meczu z Anglikami. Odkryciem Vogtsa był 28-letni Oliver Bierhoff z Udinese Calcio. W finale wszedł na boisko w 69 minucie w roli dżokera i strzelił dwie decydujące o zwycięstwie bramki.
Niemcy awans z grupy zapewnili sobie już po dwóch pierwszych meczach (2:0 z Czechami i 3:0 z Rosją). W ostatnim zremisowali bezbramkowo z Włochami, sprawiając tym samym, że wicemistrzowie świata z 1994 roku musieli przedwcześnie wracać do domu. Po ćwierćfinałowym zwycięstwie z Chorwacją (2:1), w półfinale podopieczni Vogtsa spotkali się z gospodarzami turnieju Anglikami. Spotkanie zakończyło się remisem 1:1 i o tym, kto zagra w meczu finałowym decydować musiały rzuty karne, które bezbłędnie wykonywali Niemcy. W ostatniej kolejce jedenastek Köpke obronił strzał Garetha Southgate’a i dzięki temu, tak jak cztery lata wcześniej, drużyna niemiecka dotarła do najważniejszego etapu turnieju, w którym czekali już na nią Czesi. W finałowej batalii lepsi okazali się Klinsmann i spółka (2:1), mimo iż do 73 minuty przegrywali 0:1.
Ekipa Vogtsa była jednym z najstarszych zespołów, który zdobył mistrzostwo Europy. Średnia wieku wynosiła 30 lat, a aż sześciu piłkarzy z podstawowej jedenastki (Reuter, Kohler, Möller, Klinsmann, Köpke, Hässler) było w kadrze na Mistrzostwa Świata 1990. Dwóch z nich (Kohler, Klinsmann) grało nawet na Euro 1988. Zapewne dojrzały wiek wielu zawodników był jedną z przyczyn ich częstych kontuzji w czasie mistrzostw. Urazów nabawili się Kohler (zagrał niecały kwadrans w pierwszym spotkaniu), Reuter (z tego powodu odpoczywał w meczu z Rosją), Bobic (półfinał i finał), Klinsmann (półfinał) i Mario Basler, który doznał poważniej kontuzji już po zamknięciu list startowych i w turnieju nie zagrał ani minuty.

#### Ćwierćfinał mistrzostw świata 1998
Mistrzowie Europy do czasu rozpoczęcia mundialu przegrali tylko jeden mecz. W marcu 1998 roku w towarzyskiej potyczce ulegli 1:2 obrońcom Pucharu Świata Brazylijczykom. W eliminacjach zajęli pierwsze miejsce, mimo remisów z niżej notowanymi rywalami (dwa z Portugalią i po jednym z Irlandią Północną i Ukrainą), a w ostatnich meczach sparringowych ograli mistrzów Afryki Nigeryjczyków oraz innych uczestników turnieju Kolumbijczyków. Dobre wyniki utwierdziły Bertiego Vogtsa w przekonaniu, że doświadczona ekipa, która dwa lata wcześniej zdobyła mistrzostwo Europy nie powinna być przebudowywana. Do Francji zabrał więc dwunastu piłkarzy z kadry na Euro 1996, a z młodych zawodników w pierwszej jedenastce pewne miejsce mieli tylko 26-letni obrońca Christian Wörns, rok młodszy Dietmar Hamann oraz 29-letni Jörg Heinrich. W inauguracyjnym spotkaniu mistrzostw, przeciw Amerykanom, w wyjściowym składzie znalazło się aż ośmiu piłkarzy powyżej trzydziestego roku życia.
Na kilka dni przed rozpoczęciem mundialu z kadry z powodu kontuzji wypadł najlepszy w ostatnim czasie zawodnik niemiecki, libero Matthias Sammer. Na jego miejsce selekcjoner powołał 32-letniego Olafa Thona (Schalke 04 Gelsenkirchen), który kilka miesięcy wcześniej powrócił do reprezentacji po czteroletniej nieobecności. Thon na mistrzostwach wystąpił tylko w trzech pierwszych meczach; w ostatnim spotkaniu grupowym doznał kontuzji i został zastąpiony przez 37-letniego Lothara Matthäusa (Bayern Monachium), najlepszego piłkarza Bundesligi sezonu 1997-1998. Już samo powołanie do kadry dla Matthäusa było niespodzianką, gdyż przez wiele lat był on skłócony z Vogtsem.
Niemcy zajęli w grupie pierwsze miejsce, choć w komentarzach często podkreślano, że grali wolno, nieefektownie i schematycznie. Na inaugurację pokonali Stany Zjednoczone 2:0 po golach kapitana Jürgena Klinsmanna i Andreasa Möllera, który niedługo potem został odsunięty na ławkę rezerwowych. W drugim spotkaniu, z Jugosławią, do '74 minuty przegrywali 0:2, ale zdołali doprowadzić do wyrównania. Ostatni mecz, z najsłabszym w grupie Iranem, wygrali 2:0. W drugiej rundzie spotkali się z Meksykiem i przez ponad godzinę zanosiło się na niespodziankę, bowiem podopieczni Manuela Lapuente prowadzili 1:0. W końcówce, podobnie jak w meczu z Jugosławią, Niemcy zdołali strzelić dwa gole i awansowali do ćwierćfinału, w którym zagrali z Chorwacją. Dwa lata wcześniej na mistrzostwach Europy wygrali z nią 2:1. We Francji jednak górą byli zawodnicy trenera Blaževicia. Wielu obserwatorów było zdziwionych nie tylko rozmiarami porażki (0:3), ale i stylem gry Niemców, którzy rzadko potrafili przedostać się na pole karne Chorwatów. Niemcy pierwszy raz od 1958 roku przegrali na mundialu różnicą trzech bramek, a drugi raz z rzędu odpadli już w ćwierćfinale.
Krytycy podkreślali, że przyczyną porażki były głównie błędy selekcjonera. Oskarżano go o brak spójnej wizji składu i organizacji gry oraz zbytnie przywiązanie do doświadczonych, wyeksploatowanych graczy, szczególnie do Andreasa Köpkego (36), rezerwowego w Olympique Marsylia, którego konkurent Oliver Kahn (28) zbierał wysokie oceny w barwach Bayernu Monachium. Köpke, okrzyczany po Euro 1996 najlepszym bramkarzem świata, po tamtym turnieju obniżył formę; w spotkaniu z Jugosławią przepuścił piłkę pod brzuchem, a przeciw Chorwatom zawinił przy utracie dwu goli. Ponadto zarzucono selekcjonerowi niedostrzeżenie słabszej formy bocznych pomocników, Jörga Heinricha (29, Borussia Dortmund) i Christiana Ziege (28, A.C. Milan). Fala surowej krytyki spadła na Vogtsa szczególnie po spotkaniu ze znacznie niżej notowaną Chorwacją, kiedy w drugiej połowie zamiast wzmocnić drugą linię, wprowadził na boisko trzeciego i czwartego napastnika (33-letniego Ulfa Kirstena i młodszego o rok Olafa Marschalla).
Wśród tych, którzy mogli wracać z Francji z tarczą, wymieniano najczęściej duet napastników Jürgen Klinsmann (34, Tottenham Hotspur) – Oliver Bierhoff (30, Udinese Calcio), który wspólnie zdobył sześć goli, to jest 75% wszystkich bramek strzelonych przez Niemców w czasie turnieju. Zdaniem obserwatorów nie zawiedli także zastępca Ziege Michael Tarnat (29, Bayern Monachium) oraz młodzi defensywni pomocnicy Dietmar Hamann (25, Bayern) i Jens Jeremies (24, TSV 1860 Monachium).
Mimo jednoznacznej oceny występu reprezentacji, jaka pojawiła się w mediach, prezes Niemieckiego Związku Piłki Nożnej Egidius Braun, podobnie jak cztery lata wcześniej, udzielił poparcia Bertiemu Vogtsowi i zapowiedział, że trener poprowadzi kadrę w eliminacjach do Euro 2000. Przed pierwszym spotkaniem z Turcją, na początku września, Niemcy mieli zaplanowany udział w miniturnieju towarzyskim na Malcie. Po mistrzostwach kariery reprezentacyjne zakończyli Klinsmann, Kohler, Thon, Stefan Reuter, Thomas Helmer i Köpke, więc Vogts zmuszony był skorzystać z nowych zawodników. Ukłonem w stronę dziennikarzy było powołanie ówczesnego lidera drugiej linii Bayernu Monachium Stefana Effenberga, którego wyrzucił z kadry w 1994 roku. Stwierdził wówczas, że dopóki będzie selekcjonerem, Effenberg nie zagra w drużynie narodowej. Niemcy z Effenbergiem oraz wieloma nowymi piłkarzami (Thomas Linke, Stephan Paßlack, Marko Rehmer, Stefan Beinlich, Paulo Rink, Christian Nerlinger i Jörg Albertz) wygrali 2:1 z Maltą i zremisowali 1:1 z Rumunią, ale wciąż zarzucano im zbytnie przywiązanie do defensywy, brak polotu i złe przygotowanie fizyczne. Vogts po kolejnej ostrej krytyce postanowił po ośmiu latach pracy podać się do dymisji.

### Lata 1998–2000

#### Faza grupowa mistrzostw Europy 2000
Na następcę Vogtsa wybrano Ericha Ribbecka, co wzbudziło sprzeciw nie tylko kibiców i dziennikarzy, ale i środowiska trenerskiego w Niemczech. Po pierwsze Ribbeck miał już 61 lat i największe sukcesy szkoleniowe za sobą (ostatni – Puchar UEFA z Bayerem 04 Leverkusen – odniósł w 1988 roku), a po drugie od ponad dwóch lat przebywał na emeryturze. Prasa insynuowała, że wybór Ribbecka, który według tradycji wskazywania selekcjonerów w Niemczech powinien zostać szkoleniowcem kadry już w 1984 roku (właśnie aż do 1984 każdy kolejny selekcjoner był asystentem poprzedniego; Ribbeck w latach 1978–1984 pełnił taką funkcję przy Juppie Derwallu), mógł być formą zadośćuczynienia doświadczonemu i wpływowemu trenerowi. Inna sprawa, że wielu poważniejszych kandydatów na stanowisko opiekuna reprezentacji, jak Jupp Heynckes i Ottmar Hitzfeld, nie przyjęło propozycji szefa piłkarskiej federacji.
Nowy selekcjoner zaczął swoją kadencję od porażki z Turcją w eliminacjach do Mistrzostw Europy 2000. I chociaż Niemcy zakończyli kwalifikacje na pierwszym miejscu w grupie, to w międzyczasie w spotkaniach towarzyskich przegrali ze Stanami Zjednoczonymi (dwukrotnie, 0:3 i 0:2), Szkocją (0:1) i Brazylią (0:4). Ribbeck niemal codziennie znajdował się w ostrzu krytyki niemieckich dziennikarzy, którzy zarzucali mu preferowanie defensywnego stylu gry, kurczowe trzymanie się doświadczonych piłkarzy i niechęć do odmłodzenia kadry. Na mistrzostwa powołał m.in. prawie 40-letniego Lothara Matthäusa, 35-letniego Ulfa Kirstena i 34-letniego mistrza Europy z 1996 roku Thomasa Häßlera, który ostatni raz w drużynie narodowej zagrał w czerwcu 1998 roku.
W czasie turnieju Ribbeck nie mógł się zdecydować na jedno rozwiązanie taktyczne (w dwóch pierwszych meczach reprezentacja zagrała systemem 1-3-5-2, w ostatnim – 1-4-4-2) i na skład podstawowej jedenastki. W trzech spotkaniach na boisku pojawiło się aż osiemnastu zawodników; wszystkie mecze od pierwszej do ostatniej minuty rozegrali tylko bramkarz Oliver Kahn i stoper Jens Nowotny. Niemcy w inauguracyjnym spotkaniu z Rumunią zremisowali 1:1, a ostatnie dwa mecze przegrali – prestiżową potyczkę z Anglią (0:1) i z Portugalią (0:3), która zagrała w rezerwowym składzie. Obrońcy mistrzowskiego tytułu zakończyli udział w turnieju na ostatnim miejscu w grupie z jedną strzeloną bramką.
Po pożegnaniu z kadrą Andreasa Köpkego jedynym kandydatem do objęcia miejsca w reprezentacyjnej bramce był Kahn
(31, Bayern Monachium), już wówczas uważany za jednego z najlepszych na tej pozycji w Europie. Na mistrzostwach Europy, które były jego debiutem na wielkim międzynarodowym turnieju, dał się pokonać napastnikom rywali pięciokrotnie. W spotkaniu z Portugalią przy jednym z trzech goli Sérgio Conceiçao (zaliczył wówczas hat trick) przepuścił piłkę między rękami (bramka ta przypominała gol puszczony przez Luisa Arconadę w finale Euro 1984), a następnie sfaulował pomocnika S.S. Lazio, który murawę opuścił na noszach.
Linią obrony kierował Lothar Matthäus z New York/New Jersey Metro-Stars. Dla 39-letniego stopera, który rok wcześniej grał z Bayernem Monachium w finale Ligi Mistrzów, mistrzostwa Europy były ósmym turniejem, na którym wystąpił z reprezentacją. Matthäus postanowił zakończyć reprezentacyjną karierę już po Mundialu 1998, ale Ribbeck namówił go do dalszej gry. Partnerami niemieckiego weterana byli trzynaście lat młodszy Jens Nowotny z Bayeru 04 Leverkusen oraz 31-letni Thomas Linke (Bayern Monachium) lub 28-letni Marko Rehmer (Hertha BSC).
W pomocy wystąpiło tylko dwu piłkarzy, którzy zadebiutowali w czasie kadencji Ribbecka – 20-letni Sebastian Deisler z Herthy i cztery lata starszy Michael Ballack z Leverkusen. Obaj jednak pojawili się na boisku dopiero w drugim spotkaniu, w pierwszym w ich miejsce zagrali doświadczeni Häßler i Markus Babbel (28, Bayern). Linię pomocy, która w każdym spotkaniu podlegała modyfikacjom, uzupiełniali najczęściej: Christian Ziege (28, Middlesbrough FC; 90 minut na boisku), Jens Jeremies (26, Bayern; 90 minut), Dietmar Hamann (27, Liverpool; 90 minut), Marco Bode (31, Werder Brema; 58 minut) oraz Mehmet Scholl (30, Bayern; 240 minut), strzelec jedynej dla Niemców bramki w turnieju.
Najwięcej wątpliwości Ribbecka wzbudziła obsada linii ataku. Przeciw Rumunom wybiegli Paulo Rink (27, Bayer 04 Leverkusen), Brazylijczyk z niemieckim paszportem, i Oliver Bierhoff (32, A.C. Milan), ale obaj okazali się nieskuteczni. Z Anglikami zagrali więc Carsten Jancker (26, Bayern Monachium) i Ulf Kirsten (35, Bayer Leverkusen), a w ostatnim spotkaniu na boisku pojawili się Jancker i przesunięty z pomocy Bode. Jeden z faworytów selekcjonera – Rink – uznany został przez wielu dziennikarzy za jednego z najsłabszych zawodników w ekipie; później już żaden z kolejnych trenerów kadry nie powołał go do reprezentacji.
Po mistrzostwach Ribbeck podał się do dymisji i jednocześnie zakończył karierę szkoleniową. Jego następcą miał zostać szkoleniowiec Bayeru Leverkusen Christoph Daum, ale w tym samym czasie wyszło na jaw, że jest on uzależniony od narkotyków. Daum nie tylko nie został selekcjonerem, ale musiał wyjechać z kraju, gdyż w Niemczech nie chciał go zatrudnić żaden klub. Ostatecznie funkcję trenera kadry powierzono Rudiemu Völlerowi.

### Lata 2000–2004

#### Wicemistrzostwo świata 2002
Reprezentacja Niemiec od kilku lat znajdowała się w piłkarskiej zapaści; ostatni wielki sukces odniosła w 1996 roku, a występy na mundialu 1998 i szczególnie Euro 2000 uznane zostały w kraju trzykrotnych mistrzów świata za kompromitację. W Bundeslidze brakowało młodych, utalentowanych piłkarzy, więc siłą rzeczy trzon reprezentacji cały czas oparty był na zawodnikach doświadczonych. Nowy selekcjoner Rudi Völler rozpoczął swoją kadencję od trzech cennych zwycięstw (4:1 w spotkaniu towarzyskim z Hiszpanią oraz 2:0 z Grecją i 1:0 z Anglią w kwalifikacjach do mistrzostw świata), później jednak jego podopieczni dwukrotnie w eliminacjach zremisowali z Finlandią i we wrześniu 2001 roku wysoko ulegli Anglikom w meczu rewanżowym. Porażka 1:5 w Monachium oznaczała konieczność gry w barażach. Podczas dwumeczu z Ukrainą (1:1, 4:1) na nowego lidera drużyny wybił się Michael Ballack.
Przed turniejem plaga urazów wyeliminowała kilku podstawowych zawodników, Völler szczególne problemy mógł mieć z obsadą linii obrony, bowiem z kadry wypadli: Christian Wörns, Jens Nowotny i Jörg Heinrich. Stąd obecność w podstawowej jedenastce 21-letniego Christopha Metzeldera, mistrza Niemiec z Borussią Dortmund, który jednak w reprezentacji przed mistrzostwami rozegrał jedynie sześć spotkań, i Thomasa Linke (33), nie zawsze mieszczącego się w pierwszym składzie Bayernu Monachium. Ostatnie ogniwo defensywy stanowił Carsten Ramelow (28, Bayer 04 Leverkusen), nominalny pomocnik, z konieczności grający na pozycji środkowego obrońcy. Z powodu kontuzji zabrakło także graczy drugiej linii – uważanego za wielką nadzieję niemieckiej piłki Sebastiana Deislera i Mehmeta Scholla.
Niemcy rozpoczęli od mocnego uderzenia, pokonując w inauguracyjnym meczu Arabię Saudyjską 8:0. Zwycięstwo to było najwyższym w finałach mistrzostw świata od 1982 roku, kiedy Węgrzy rozgromili 10:1 Salwador. W dwóch ostatnich spotkaniach grupowych piłkarze niemieccy pechowo zremisowali z Irlandią (gola stracili w 90 minucie) i ograli 2:0 mistrza Afryki Kamerun. Po efektownym (11 goli) wygraniu grupy, podopieczni Völlera przestali zdaniem komentatorów imponować świeżością i polotem, i rozpoczęli trwający aż do spotkaniach finałowego pokaz boiskowej kalkulacji połączony z przesadnym przywiązaniem do defensywy. Najpierw zanotowali 1:0 (gol Olivera Neuville’a strzelony na dwie minuty przed końcem) z Paragwajem i taki sam wynik w ćwierćfinałowym meczu ze Stanami Zjednoczonymi oraz w półfinale ze współgospodarzami turnieju Koreańczykami. W finale niemiecka solidność okazała się zbyt słaba na Brazylijczyków, którzy wygrali po dwu golach Ronaldo i zostali po raz piąty w historii mistrzami świata.
Hołdowane przez Völlera ustawienie 3-5-2 zmieniało się często w czasie meczu na 4-4-2, np. w półfinale z Koreą Południową, kiedy podopieczni Guusa Hiddinka zagrali trzema napastnikami. Pozycję prawego obrońcy zajmował wówczas Torsten Frings (26, Werder Brema), piłkarz wszechstronny, mogący grać nawet na prawym skrzydle. Pomocnik Bernd Schneider (29, Bayer), według obserwatorów najlepiej wyszkolony technicznie zawodnik reprezentacji, występował zazwyczaj na prawej pomocy, ale zdarzało mu się operować tuż za napastnikami (np. w finale). Jego vis-à-vis starszy o rok Christian Ziege (Tottenham Hotspur) częściej wspomagał defensywę, aniżeli włączał się do ataków. On i Dietmar Hamann (29, Liverpool) w razie konieczności zamieniali się w czwartego i piątego obrońcę.
Skuteczność Miroslava Klose (24), Polaka z pochodzenia i jednego z największych odkryć Völlera, wyczerpała się na meczach grupowych. Jego partnerem w linii napadu na początku był Carsten Jancker (28, Bayern), a z czasem coraz mocniejszą pozycję wyrobił sobie Oliver Neuville (29, Bayer), który w podstawowej jedenastce grał od meczu z Paragwajem, w którym zresztą strzelił decydującą o zwycięstwie bramkę. Od czasu do czasu z ławki rezerwowych wchodzili weteran Oliver Bierhoff (34, AS Monaco) i urodzony w Ghanie Gerald Asamoah (24, Schalke 04 Gelsenkirchen).
W mediach przeważała opinia, że Niemcy są przeciętną drużyną, z jedną tylko wybitną piłkarską indywidualnością, dzięki której zaszli w turnieju tak wysoko. Miał nią być kapitan drużyny 33-letni bramkarz Oliver Kahn, od wielu już lat uznawany za najlepszego na świecie. Zawodnik Bayernu Monachium, debiutujący w pierwszej jedenastce na mistrzostwach świata (wcześniej znalazł się w kadrze na mundiale 1994 i 1998, ale był tam tylko rezerwowym), aż do finału przepuścił tylko jedną bramkę. W czasie turnieju nie tylko wyrósł na prawdziwą gwiazdę drużyny narodowej, ale i, jak pisał Zbigniew Mucha, dziennikarz tygodnika Piłka Nożna:
(...) doprowadził do tego, że zaczęto artykułować nowe bramkarskie normy. Jeżeli Kahn piąstkuje piłkę, to znaczy, że tak trzeba. Jeśli kapituluje, to znaczy, że tego strzału obronić nie było można.
Kahn pomylił się w turnieju tylko raz, ale za to w najważniejszym meczu. W '67 minucie spotkania finałowego wypuścił piłkę z rąk po strzale Rivaldo. Jego kiks wykorzystał Ronaldo, który zdobył gola na 1:0. Powtórzyła się tym samym sytuacja z 1986 roku, kiedy ratujący wielokrotnie zespół przed utratą bramki Harald Schumacher popełnił błąd w ostatnim spotkaniu turnieju, błąd kosztujący Niemców Puchar Świata.
Za najważniejszego po Kahnie zawodnika reprezentacji uchodził rozgrywający Michael Ballack (26, Bayer). Umiał nie tylko celnie podać piłkę do napastników, ale i w najważniejszych meczach – ze Stanami Zjednoczonymi i Koreą Południową – wyręczyć ich. Jego bramki zadecydowały w dużej mierze o awansie Niemców do finału. Jednak nadmiar żółtych kartek sprawił, że sam Ballack nie mógł wystąpić w spotkaniu z Brazylią.

#### Faza grupowa mistrzostw Europy 2004
W eliminacjach do Euro 2004 podopieczni Rudiego Völlera wprawdzie nie przegrali ani jednego meczu i zajęli w swojej grupie pierwsze miejsce, ale zanotowali kilka wyników, które wielu obserwatorów uznało za niespodzianki, jak remis u siebie z Litwą, podział punktów w spotkaniach ze Szkocją i Islandią oraz skromne 2:0 z Wyspami Owczymi (do '90 minuty utrzymywał się remis 0:0). W komentarzach przed turniejem często podkreślano, że w ekipie niemieckiej, oprócz Michaela Ballacka i popełniającego coraz więcej błędów Olivera Kahna, nie ma wyróżniających się indywidualności. Atmosfery wokół drużyny narodowej nie poprawiła odniesiona w meczu towarzyskim w kwietniu 2004 roku, na dwa miesiące przed rozpoczęciem mistrzostw, porażka 1:5 z Rumunią.

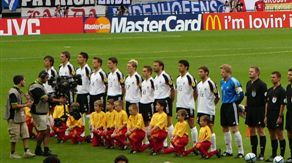
Reprezentacja Niemiec przed decydującym o wyjściu z grupy meczem z Czechami

Z kadry, która dwa lata wcześniej zdobyła wicemistrzostwo świata, do Portugalii pojechało zaledwie dwunastu zawodników, w tym tylko jeden obrońca (Frank Baumann, wówczas rezerwowy) i jeden napastnik (Klose). Po mundialu kariery reprezentacyjne zakończyli Oliver Bierhoff i Marco Bode oraz podczas eliminacji Carsten Jancker, Lars Ricken i Jörg Böhme. Völler, który miał w 2002 roku problemy z poskładaniem defensywy, tym razem postawił na zupełnie nowe twarze; na mistrzostwa nie zostali powołani Christoph Metzelder (kontuzja), Thomas Linke (słaba forma) i Carsten Ramelow (kontuzja), a w ich miejsce pojawili się młodzi Philipp Lahm (23 lata, VfB Stuttgart) i Arne Friedrich (25, Hertha BSC) oraz doświadczeni Jens Nowotny (30, Bayer 04 Leverkusen) i Christian Wörns (32, Borussia Dortmund). Najwyższe noty otrzymał najmłodszy Lahm, który nie ograniczał się do obrony, ale często inicjował lewą stroną akcje zaczepne.
W każdym meczu grupowym selekcjoner stosował inny system taktyczny. Inauguracyjny mecz z Holandią, zremisowany 1:1 (do '81 minuty Niemcy prowadzili), podopieczni Völlera zaczęli w ustawieniu 4-2-1-2-1, tj. czterech obrońców, dwu pomocników defensywnych, rozgrywający, dwu skrzydłowych i napastnik. W drugim spotkaniu, z teoretycznie słabszą Łotwą, Niemcy zagrali z dwoma napastnikami (4-1-1-2-2), co jednak nie miało wpływu na skuteczność, bowiem wynik po dziewięćdziesięciu minutach był bezbramkowy. Kiedy w ostatniej potyczce przyszło grać o awans z Czechami, którzy wybiegli w rezerwowym składzie, selekcjoner postanowił powrócić do systemu, który pomógł mu odnieść sukces na ostatnim mundialu – 3-2-2-1-2, tj. trzech obrońców, dwu defensywnych pomocników, dwu skrzydłowych (w tym przesunięty z obrony Lahm), rozgrywający i dwu napastników (jednym z nich Ballack). Efektem była porażka 1:2 i pożegnanie się z turniejem bez zwycięstwa, z dwoma strzelonymi bramkami.
Wydaje się, że właśnie brak skuteczności był największą bolączką Niemców. Selekcjoner był krytykowany przez dziennikarzy za wystawianie w składzie Kevina Kurányiego (22, VfB Stuttgart) lub Thomasa Brdarica (29, Hannover 96), podczas gdy na ławce siedział uważany za nadzieję Bundesligi 19-letni Lukas Podolski z 1. FC Köln. Odkrycie poprzedniego mundialu Miroslav Klose (26, 1. FC Kaiserslautern) po tamtym turnieju obniżył formę i na Euro 2004 wchodził na boisko dopiero w końcówkach spotkań. W meczu z Łotwą szansę gry od pierwszej minuty dostał Fredi Bobic (32, Hertha BSC).
Strzelcami obu bramek dla reprezentacji byli pomocnicy, Torsten Frings (28, Borussia Dortmund) i najbardziej chwalony piłkarz niemiecki Michael Ballack (28, Bayern Monachium). Frings, który trafił w meczu z Holandią z rzutu wolnego, przez Völlera ustawiany był na lewej stronie, co zdaniem wielu obserwatorów odbiło się niekorzystnie na efektywności jego gry. Po prawej występował Bernd Schneider (31, Bayer Leverkusen), ale ani on, ani defensywni Dietmar Hamann (31, Liverpool F.C.), czy Frank Baumann (29, Werder Brema), nie potrafili wziąć na siebie ciężaru konstruowania ataku. W efekcie niemal każda akcja ofensywna musiała przechodzić przez Ballacka, co szybko zostało rozszyfrowane przez rywali, którzy podwajali mu krycie. Dziennikarze mieli pretensje do selekcjonera, że nie daje szans 20-letniemu Bastianowi Schweinsteigerowi (Bayern Monachium).
Przed mistrzostwami obawiano się o formę kapitana reprezentacji Olivera Kahna (35), który notował coraz więcej błędów w barwach Bayernu Monachium. Mówiło się, że podczas turnieju może go zastąpić Jens Lehmann (35), świeży nabytek Arsenalu, ale Völler ostatecznie nie zdecydował się na roszadę w bramce. Kahn nie zawinił przy żadnym z trzech puszczonych goli, ale bronił mniej pewnie niż dwa lata wcześniej.
Po odpadnięciu z turnieju selekcjoner Völler oświadczył, że chciałby wypełnić swój kontrakt i pracować z kadrą do finałów Mistrzostw Świata 2006, ale nazajutrz – pod presją mediów i kibiców – złożył dymisję. Na jego następcę typowany był Ottmar Hitzfeld, niedawno zwolniony z Bayernu Monachium. Hitzfeld jednak zrezygnował z oferty, tłumacząc się przemęczeniem i potrzebą odpoczynku. Problem ze znalezieniem nowego trenera kadry okazał się trudniejszy niż początkowo myślano. Po Hitzfeldzie w grę wchodził przede wszystkim Otto Rehhagel, który doprowadził Grecję do tytułu mistrza Europy, ale on zdecydowanie odmówił. Później rozpatrywano kandydatury Juppa Heynckesa, Thomasa Schaafa, Felixa Magatha, Christopha Dauma i Volkera Finke, lecz wszyscy stwierdzili, że wolą dalej pracować w swoich klubach. Najpoważniejszym kandydatem był Lothar Matthäus, od pół roku prowadzący reprezentację Węgier. Ostatecznie na kilka dni przed sierpniowym meczem z Austrią zawieszono rozmowy z Matthäusem i postawiono na mistrza świata z 1990 roku i mistrza Europy z 1996 roku Jürgena Klinsmanna, który mieszkał na stałe w Stanach Zjednoczonych i nigdy wcześniej nie pracował w charakterze trenera.

### Lata 2004–2006
Jürgen Klinsmann przejął od swojego dawnego kolegi z kadry stery reprezentacji nie mając żadnego trenerskiego doświadczenia. Od początku swojej pracy jego decyzje i styl prowadzenia drużyny narodowej były przedmiotem krytyki niemieckich dziennikarzy. Prasa zarzucała mu, że nie mieszka na stałe w Niemczech, tylko w Kalifornii, że szefem banku informacji jest Szwajcar, a za przygotowanie fizyczne odpowiada Amerykanin. Kontrowersje wywołał jego pomysł, aby funkcję dyrektora sportowego powierzyć Bernhardowi Petersowi, byłemu selekcjonerowi reprezentacji w hokeju na trawie (ostatecznie stanowisko to objął Matthias Sammer). Z inicjatywy Klinsmanna doszło także do zmiany koloru koszulek reprezentacji.
Drużyna narodowa pod jego selekcjonerskim okiem rozegrała do czasu rozpoczęcia mistrzostw (Niemcy jako gospodarz nie brali udziału w eliminacjach) 27 meczów, z których wygrała 15, zremisowała – 8, a przegrała 5. Spotkania z najsilniejszymi rywalami (Brazylia, Argentyna, Holandia i Francja) kończyły się zwykle wynikiem 0:0, 1:1 lub 2:2. Klinsmannowi przydarzyło się kilka nieoczekiwanych wpadek, jak porażki z Koreą Południową, Słowacją i Turcją.
Przed mundialem w 2006 roku w komentarzach niemieckich dziennikarzy z jednej strony podkreślało się, że w poprzednich dwu latach drużyna grała wyłącznie spotkania towarzyskie i nie ma odpowiedniego przygotowania psychicznego do rozgrywania meczów o najwyższą stawkę, a jej selekcjonerowi brak doświadczenia w prowadzeniu zespołu, z drugiej przypominało się casus Franza Beckenbauera, który w 1984 roku również został trenerem kadry nigdzie wcześniej nie pracując w charakterze szkoleniowca, a sześć lat później poprowadził Niemców do tytułu mistrza świata.

#### Brązowy medal mistrzostw świata 2006
W kadrze na mistrzostwa było dziesięciu piłkarzy, którzy cztery lata wcześniej zdobyli wicemistrzostwo świata. Średnia wieku zawodników wynosiła 27 lat. Klinsmann zabrał tylko czterech graczy Bayernu Monachium, klubu, który na wszystkich poprzednich turniejach miał największą reprezentację swoich piłkarzy. Selekcjoner nie włączył do mundialowej „23” dotychczasowego lidera ataku Kevina Kurányi (24 lata, Schalke 04 Gelsenkirchen) oraz pomocników Fabiana Ernsta (27, Schalke) i Sebastiana Deislera (26, Bayern Monachium). Doświadczony defensor Christian Wörns (34, Borussia Dortmund) na początku roku został wyrzucony z kadry za publiczne krytykowanie poczynań selekcjonera, a 36-letniemu Mehmetowi Schollowi (Bayern Monachium) w uzyskaniu pierwszego po czteroletniej przerwie powołania do reprezentacji nie pomogła petycja podpisana przez 175 tysięcy kibiców.

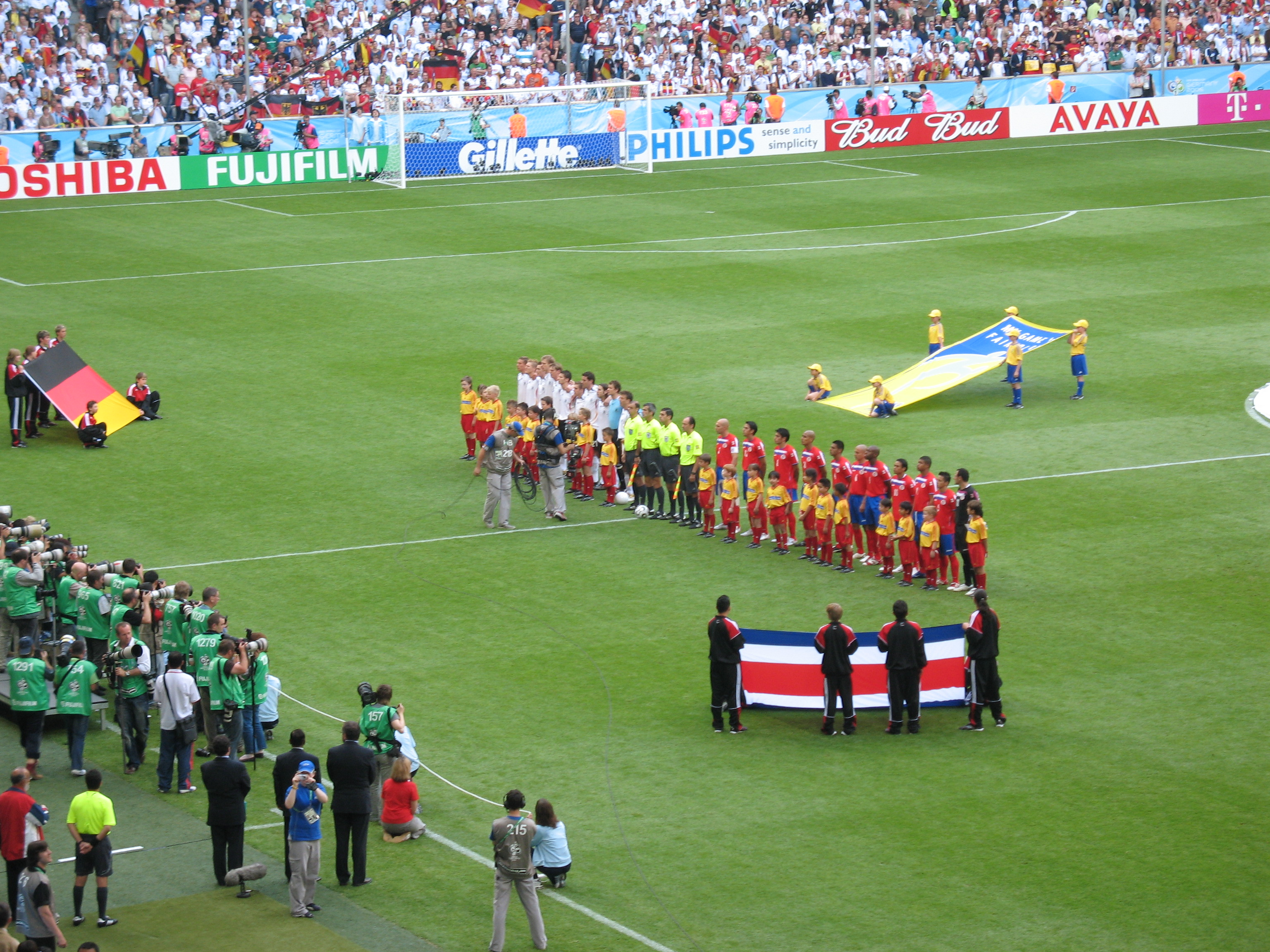
Jedenastki Niemiec i Kostaryki przed inauguracyjnym meczem turnieju

Niemcy w inauguracyjnym meczu mistrzostw zagrali efektownie i skutecznie (zwycięstwo 4:2 z Kostaryką), i zdaniem wielu komentatorów właśnie dobra gra w ataku, efektowny styl gry, żywiołowość, swoboda taktyczna i agresywność w odbiorze były największymi atutami drużyny w ciągu całego mundialu. Po awansie z grupy (po 1:0 z Polską i 3:0 z Ekwadorem), w 1/8 finału podopieczni Klinsmanna spotkali się ze Szwecją. Już po '12 minutach prowadzili 2:0, a później jeszcze dwukrotnie trafiali w słupek bramki strzeżonej przez Andreasa Isakssona. W kolejnej rundzie dopiero po rzutach karnych (1:1, k. 4:2) ograli Argentyńczyków. Drogę do finału zamknęli im Włosi; po 90 minutach utrzymywał się bezbramkowy remis, a kiedy pod koniec dogrywki większość kibiców myślała już o rzutach karnych Fabio Grosso i Alessandro Del Piero dwukrotnie zaskoczyli niemieckich obrońców. W spotkaniu o trzecie miejsce Niemcy ograli 3:1 Portugalię.
Przez wiele miesięcy przed mundialem kibice i dziennikarze niemieccy zastanawiali się, kto będzie pierwszym bramkarzem reprezentacji. Dwaj pretendenci do koszulki z numerem jeden 37-latkowie Oliver Kahn i Jens Lehmann w czasie selekcjonerskiej kadencji Klinsmanna grali na zmianę; golkiper Bayernu Monachium wystąpił w dwunastu meczach, a zawodnik Arsenalu Londyn – w jedenastu. Ten pierwszy cieszył się szacunkiem autorytetów piłkarskich (Franz Beckenbauer, Sepp Maier), którzy przypominali, że to w dużej mierze dzięki jego skutecznym interwencjom w 2002 roku Niemcy zagrały w finale mistrzostw świata, ale za Lehmannem w internetowej sondzie opowiedzało się większość kibiców. Ostatecznie w połowie maja Klinsmann ogłosił, że na Weltmeisterschaft grać będzie Jens Lehmann, który w Lidze Mistrzów nie puścił gola przez 917 minut (rekord). Lehmann nie zaliczył wielu interwencji, bronił szczęśliwie. Wprawdzie przepuścił pięć goli, ale żaden nie obciążał jego konta. W konkursie rzutów karnych w ćwierćfinale z Argentyną obronił dwie jedenastki.
Za najsłabsze ogniwo drużyny wielu komentatorów uznało parę wysokich stoperów Christopha Metzeldera (26 lat, Borussia Dortmund) i Pera Mertesackera (22, Hannover 96), oraz prawego obrońcę Arne Friedricha (27, Hertha BSC). Szczególnie Friedrich spotkał się z krytyką, kiedy po jego dwu błędach Niemcy stracili dwa gole w spotkaniu z Kostaryką. Klinsmann jednak pozostał konsekwentny i do końca turnieju nie dokonał roszady na tych pozycjach. Żaden z nich (z wyjątkiem stoperów, którzy byli na polu karnym przeciwnika w czasie wykonywania rzutów rożnych) nie brał udziału w akcjach ofensywnych. Inaczej niż lewy obrońca Philipp Lahm (23, Bayern Monachium), aktywny w ataku, zazwyczaj pełnił funkcję skrzydłowego. Często zamykał akcję strzałem zza pola karnego, tak jak w spotkaniu z Kostaryką, w którym zdobył gola.
Niemcy atakowali na dwa sposoby. Albo szukali okazji strzeleckich po dośrodkowaniach na pole karne Lahma, ewentualnie Bastiana Schweinsteigera, z lewej strony, albo decydowali się na bezpośredni strzał zza pola karnego. Prawie w ogóle nie przeprowadzali akcji środkiem pola. Nie potrafili też wykorzystać stałych fragmentów gry: w trzech meczach grupowych i w spotkaniu ze Szwecją podopieczni Klinsmanna nie oddali ani jednego celnego strzału z rzutu wolnego, a tylko jeden rzut rożny zakończył się uderzeniem na bramkę.
Wobec słabszej dyspozycji środkowych obrońców w defensywie skutecznie poczynali sobie asekurujący stoperów Torsten Frings (30, Werder Brema) i kapitan Michael Ballack (30, Bayern). Ponadto Frings przejął od Ballacka, który był w czasie mundialu w gorszej formie (przed mistrzostwami długo zmagał się z kontuzją), zadania typowego rozgrywającego; rozdzielał piłki, kierował rytmem budowania akcji ofensywnych i sam strzelał na bramkę. Drugim rozgrywającym był Bernd Schneider (33, Bayer 04 Leverkusen), kreatywny, inteligentny, częściej aniżeli na prawej stronie grający w środku pola, przed Fringsem i za napastnikami. Nierzadko angażował się w pojedynki 1 na 1. Jego vis-à-vis Bastian Schweinsteiger (22, Bayern) również schodził do środka (na lewej stronie zastępował go obrońca Lahm), dzięki czemu obszar przed polem karnym i w nim był zagęszczony i zdominowany przez zawodników niemieckich. Schweinsteiger w meczu z Portugalią zdobył dwa gole i zapisał asystę.
Osiem bramek strzelił duet napastników o polskich korzeniach: Miroslav Klose (28, Werder) – Lukas Podolski (21, 1. FC Köln). Podczas gdy Podolski był typowym atakującym, czyhającym na okazję strzelecką, Klose często cofał się i sam próbował rozgrywać akcję. Z dobrej strony pokazali się rezerwowi Oliver Neuville (33, Borussia Mönchengladbach), który strzelił jedynego gola w meczu z Polską, i szybki David Odonkor (22, Borussia Dortmund). Klose został pierwszym od 1970 roku niemieckim królem strzelców mundialu.
Po turnieju wielu komentatorów podkreślało, że jeszcze nigdy w historii nie było tak radośnie i efektownie grającej reprezentacji Niemiec. Mimo próśb kibiców, działaczy piłkarskich i polityków (w tym samej kanclerz Angeli Merkel), Klinsmann, tłumacząc się dobrem rodziny, mieszkającej na stałe w Stanach Zjednoczonych, złożył dymisję. Pałeczkę przekazał swojemu asystentowi Joachimowi Löwowi.

### Od 2006

#### 2008 rok – srebrny medal mistrzostw Europy
Po dwóch zwycięstwach nad Polską (2:0) i reprezentacją Austrii (1:0) oraz porażce z Chorwacją (2:1) Niemcy zdołali wyjść z grupy z drugiego miejsca. W ćwierćfinale zmierzyli się z ekipą Portugalii, którą pokonali 3:2 po bardzo emocjonującym meczu. W półfinale wygrali z reprezentacją Turcji również 3:2.
A 29 czerwca 2008 roku w finale na stadionie w Wiedniu ulegli Hiszpanom 0:1.

#### Brązowy medal mistrzostw świata 2010
Mistrzostwa świata w 2010 reprezentacja Niemiec zaczęła od spektakularnego zwycięstwa nad Australią 4:0, następnie zaskakująco przegrali z Serbią 0:1 a zmagania w grupie zakończyli zwycięstwem nad Ghaną 1:0. Niemcy ostateczne zajęli 1. miejsce w grupie i awansowali do 1/8 finału. W 1/8 finału pewnie pokonali Anglię 4:1, w ćwierćfinale rozgromili Argentynę 4:0. W półfinale polegli późniejszym Mistrzom świata Reprezentacji Hiszpanii 0:1, a w meczu o 3. miejsce pokonali Urugwaj 3:2.

#### Półfinał mistrzostw Europy 2012
Drużyna Joachima Löwa wygrała wszystkie mecze w grupie i pewnie awansowała do fazy pucharowej. Pokonała Portugalię 1:0, Holandię 2:1 oraz Danię 2:1.
W ćwierćfinale Niemcy podjęli Greków, z którymi również nie mieli większych problemów. Pokonując ich 4:2 zapewnili sobie byt w pierwszej czwórce turnieju.
Niemcy pożegnali się z imprezą 28 czerwca 2012 po niespodziewanej porażce 1:2 w półfinałowym meczu z Włochami na Stadionie Narodowym w Warszawie. Obie bramki dla Włochów zdobył Mario Balotelli, a dla Niemców z rzutu karnego Mesut Özil.

#### Mistrzostwo świata 2014

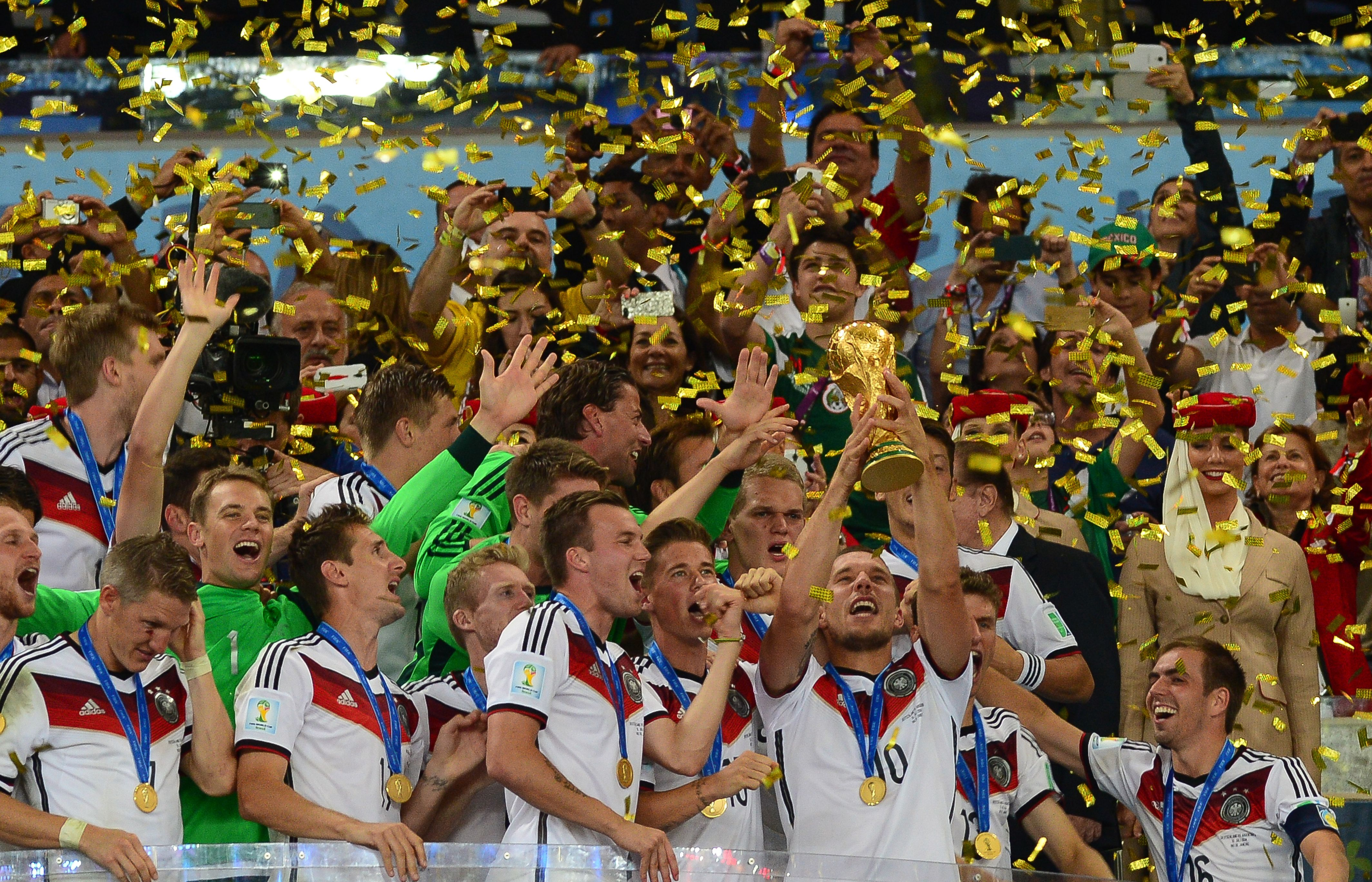
Reprezentacja Niemiec z Pucharem Świata

W fazie grupowej Niemcy pokonali spektakularnie Portugalię 4:0, a następnie zaskakująco zremisowali z Ghaną 2:2. Fazę grupową zakończyli zwycięstwem nad Stanami Zjednoczonymi 1:0 i tym samym pewnie awansowali do 1/8 finału z 1. miejsca w grupie. Reprezentacja Niemiec pokonała w 1/8 finału Algierię 2:1 po dogrywce. W ćwierćfinale pokonali Francję 1:0. Po wysokiej sensacyjnej wygranej nad Brazylią 7:1 zagwarantowali sobie grę w finale. W nim pokonali w dogrywce Argentynę 1:0 i zostali po raz czwarty w swojej historii mistrzem świata.

#### Półfinał mistrzostw Europy 2016
Reprezentacja Niemiec w eliminacjach do Mistrzostw Europy 2016 grała w grupie D razem z Polską, Irlandią, Szkocją, Gruzją i Gibraltarem. W 10 rozegranych spotkaniach odniosła ona 7 zwycięstw (dwukrotnie ze Szkocją, Gibraltarem, Gruzją, i raz z Polską), raz zremisowała (z Irlandią) i dwa razy przegrała (z Polską i Irlandią). Zdobyła tym sposobem 22 punkty i zajęła pierwsze miejsce w grupie, co pozwoliło jej na bezpośredni awans, bez konieczności rozgrywania meczów barażowych.
Na Euro 2016 Niemcy trafili do grupy C razem z Polską, Irlandią Północną i Ukrainą. Zajmując pierwsze miejsce w grupie z dorobkiem 7 punktów (po zwycięstwach z Ukrainą 2:0 i Irlandią Północną 1:0, oraz bezbramkowym remisie z reprezentacją Polski), awansowali do dalszej fazy turnieju. W 1/8 finału trafili na reprezentację Słowacji, z którą wygrali 3:0 po golach Jerome’a Boatenga, Mario Gomeza i Juliana Draxlera. W ćwierćfinale Niemcy zagrali z Włochami. Po regulaminowych 90 minutach oraz dodatkowych 30 minutach dogrywki był remis 1:1. O awansie do półfinału decydowały więc rzuty karne, w których niemiecka drużyna wygrała 6:5, awansując tym samym do dalszej fazy turnieju. W półfinale reprezentacja Niemiec zmierzyła się z gospodarzem turnieju, Francją. Przegrała ten mecz 0:2 i odpadła tym samym z turnieju.

#### Puchar Konfederacji 2017
Jako triumfator mistrzostw świata 2014, drużyna Niemiec brała również udział w Pucharze Konfederacji 2017 w Rosji. W pierwszym meczu tego turnieju Niemcy zwyciężyli Australijczyków 3:2. W drugim zremisowali z reprezentacją Chile 1:1. W trzecim spotkaniu pokonali reprezentację Kamerunu 3:1 dzięki czemu awansowali do półfinału w którym zmierzyli się z Meksykiem. Wygrali to spotkanie 4:1, awansując do finału w którym zagrali z reprezentacją Chile. Zwyciężając w tym meczu 1:0 zdobyli tym samym Puchar Konfederacji.

#### Faza grupowa mistrzostw świata 2018
W eliminacjach do rosyjskiego mundialu Niemcy grali w grupie C razem z Irlandią Północną, Czechami, Azerbejdżanem, Norwegią i San Marino. Wygrywając wszystkie dziesięć spotkań z kompletem punktów wygrali swoją grupę eliminacyjną i bezpośrednio awansowali na turniej główny. Na turnieju los przydzielił Niemców do grupy F razem ze Szwecją, Meksykiem i Koreą Południową.
Po przegranej 0:1 z Meksykanami w pierwszym meczu przyszła minimalna wygrana ze Szwecją 2:1 (gola dającego zwycięstwo strzelił Toni Kroos w doliczonym czasie gry). Jednak porażka w ostatnim meczu 0:2 z Koreą Południową sprawiła, że Niemcy po raz pierwszy od 1938 roku nie wyszli z grupy.

## Udział w międzynarodowych turniejach
Reprezentacja Niemiec czterokrotnie zostawała mistrzem świata, ustępując jedynie reprezentacji Brazylii (5 tytułów), a także czterokrotnie wicemistrzem. Jest także liderem w ilości występów w półfinałach (13 razy), natomiast reprezentacja Brazylii 11 razy docierała do tej fazy turnieju, mimo iż, wystąpiła na wszystkich dotąd mistrzostwach świata (reprezentacja Niemiec wystąpiła 19 razy). W latach 1954–2014 (16 edycji) reprezentacja Niemiec zawsze kończyła turniej w najlepszej ósemce, zanim na mistrzostwach świata 2018 w Rosji zakończyła udział w fazie grupowej. Reprezentacja Niemiec nigdy nie miała absencji z udziału w turnieju z powodu braku kwalifikacji (w 1930 roku zrezygnowała z udziału z przyczyn ekonomicznych, natomiast w 1950 roku nie wzięła udziału w wyniku konsekwencji z powodu działań wojennych – dwa miesiące po mistrzostwach świata 1950 w Brazylii przywrócono członkostwo FIFA). Reprezentacja Niemiec po zdobyciu mistrzostwa świata 2014 w Brazylii miała w rankingu Elo 2196 punktów – więcej niż jakikolwiek poprzedni triumfator turnieju.
Reprezentacja Niemiec także trzykrotnie zostawała mistrzem Europy (reprezentacja Hiszpanii – 4 tytuły, reprezentacja Francji i reprezentacja Włoch – po 2 tytuły), a także trzykrotnie wicemistrzem. Na tym turnieju zadebiutowała na mistrzostwach Europy 1972 w Belgii. 17 grudnia 1967 roku w mecz eliminacyjny z reprezentacją Albanii rozegrany na Stadiumi Kombëtar „Qemal Stafa” w Tiranie zakończył się bezbramkowym remisem, w wyniku czego nie awansowała na turniej 1968 we Włoszech, a mecz został nazwany później tzw. Hańbą Tirany. Reprezentacja Niemiec 9 razy docierała do półfinału, co jest rekordem turnieju.
Na turniejach międzynarodowych występowały również inne niemieckie reprezentacje: reprezentacja NRD (1949–1990) oraz reprezentacja Saary (1952–1956), natomiast reprezentacja Austrii w latach 1938–1945 wraz z reprezentacją Niemiec stanowiła jedną drużynę.

### Igrzyska Olimpijskie
| Rok  | Udział w igrzyskach olimpijskich | Udział w igrzyskach olimpijskich | Udział w igrzyskach olimpijskich | Udział w igrzyskach olimpijskich | Udział w igrzyskach olimpijskich | Udział w igrzyskach olimpijskich | Udział w igrzyskach olimpijskich | Udział w igrzyskach olimpijskich | . | Kwalifikacje do igrzysk olimpijskich | Kwalifikacje do igrzysk olimpijskich | Kwalifikacje do igrzysk olimpijskich | Kwalifikacje do igrzysk olimpijskich | Kwalifikacje do igrzysk olimpijskich | Kwalifikacje do igrzysk olimpijskich |
| Rok  | Runda                            | Miejsce                          | M                                | W                                | R                                | P                                | B+                               | B-                               | . | M                                    | W                                    | R                                    | P                                    | B+                                   | B-                                   |
| ---- | -------------------------------- | -------------------------------- | -------------------------------- | -------------------------------- | -------------------------------- | -------------------------------- | -------------------------------- | -------------------------------- | - | ------------------------------------ | ------------------------------------ | ------------------------------------ | ------------------------------------ | ------------------------------------ | ------------------------------------ |
| 1900 | Nie brała udziału                | Nie brała udziału                | Nie brała udziału                | Nie brała udziału                | Nie brała udziału                | Nie brała udziału                | Nie brała udziału                | Nie brała udziału                | . |                                      |                                      |                                      |                                      |                                      |                                      |
| 1904 | Nie brała udziału                | Nie brała udziału                | Nie brała udziału                | Nie brała udziału                | Nie brała udziału                | Nie brała udziału                | Nie brała udziału                | Nie brała udziału                | . |                                      |                                      |                                      |                                      |                                      |                                      |
| 1908 | Nie brała udziału                | Nie brała udziału                | Nie brała udziału                | Nie brała udziału                | Nie brała udziału                | Nie brała udziału                | Nie brała udziału                | Nie brała udziału                | . |                                      |                                      |                                      |                                      |                                      |                                      |
| 1912 | –                                | II runda                         |                                  |                                  |                                  |                                  |                                  |                                  | . |                                      |                                      |                                      |                                      |                                      |                                      |
| 1920 | Nie brała udziału                | Nie brała udziału                |                                  |                                  |                                  |                                  |                                  |                                  | . |                                      |                                      |                                      |                                      |                                      |                                      |
| 1924 | Nie brała udziału                | Nie brała udziału                |                                  |                                  |                                  |                                  |                                  |                                  | . |                                      |                                      |                                      |                                      |                                      |                                      |
| 1928 | –                                | Ćwierćfinał                      |                                  |                                  |                                  |                                  |                                  |                                  | . |                                      |                                      |                                      |                                      |                                      |                                      |
| 1936 | Gospodarz                        | Ćwierćfinał                      |                                  |                                  |                                  |                                  |                                  |                                  | . |                                      |                                      |                                      |                                      |                                      |                                      |
| 1948 | Nie brała udziału                | Nie brała udziału                |                                  |                                  |                                  |                                  |                                  |                                  | . |                                      |                                      |                                      |                                      |                                      |                                      |
| 1952 | –                                | IV miejsce                       |                                  |                                  |                                  |                                  |                                  |                                  | . |                                      |                                      |                                      |                                      |                                      |                                      |
| 1956 | Awans                            | I runda                          |                                  |                                  |                                  |                                  |                                  |                                  | . |                                      |                                      |                                      |                                      |                                      |                                      |
| 1960 | Nie zakwalifikowała się          | Nie zakwalifikowała się          |                                  |                                  |                                  |                                  |                                  |                                  | . |                                      |                                      |                                      |                                      |                                      |                                      |
| 1964 | Nie zakwalifikowała się          | Nie zakwalifikowała się          |                                  |                                  |                                  |                                  |                                  |                                  | . |                                      |                                      |                                      |                                      |                                      |                                      |
| 1968 | Nie zakwalifikowała się          | Nie zakwalifikowała się          |                                  |                                  |                                  |                                  |                                  |                                  | . |                                      |                                      |                                      |                                      |                                      |                                      |
| 1972 | Gospodarz                        | II runda                         |                                  |                                  |                                  |                                  |                                  |                                  | . |                                      |                                      |                                      |                                      |                                      |                                      |
| 1976 | Nie zakwalifikowała się          | Nie zakwalifikowała się          |                                  |                                  |                                  |                                  |                                  |                                  | . |                                      |                                      |                                      |                                      |                                      |                                      |
| 1980 | Nie zakwalifikowała się          | Nie zakwalifikowała się          |                                  |                                  |                                  |                                  |                                  |                                  |   |                                      |                                      |                                      |                                      |                                      |                                      |
| 1984 | Awans                            | Ćwierćfinał                      |                                  |                                  |                                  |                                  |                                  |                                  |   |                                      |                                      |                                      |                                      |                                      |                                      |
| 1988 | Awans                            | III miejsce                      |                                  |                                  |                                  |                                  |                                  |                                  |   |                                      |                                      |                                      |                                      |                                      |                                      |
| 1992 | Nie zakwalifikowała się          | Nie zakwalifikowała się          |                                  |                                  |                                  |                                  |                                  |                                  |   |                                      |                                      |                                      |                                      |                                      |                                      |
| 1996 | Nie zakwalifikowała się          | Nie zakwalifikowała się          |                                  |                                  |                                  |                                  |                                  |                                  |   |                                      |                                      |                                      |                                      |                                      |                                      |
| 2000 | Nie zakwalifikowała się          | Nie zakwalifikowała się          |                                  |                                  |                                  |                                  |                                  |                                  |   |                                      |                                      |                                      |                                      |                                      |                                      |
| 2004 | Nie zakwalifikowała się          | Nie zakwalifikowała się          |                                  |                                  |                                  |                                  |                                  |                                  |   |                                      |                                      |                                      |                                      |                                      |                                      |
| 2008 | Nie zakwalifikowała się          | Nie zakwalifikowała się          |                                  |                                  |                                  |                                  |                                  |                                  |   |                                      |                                      |                                      |                                      |                                      |                                      |
| 2012 | Nie zakwalifikowała się          | Nie zakwalifikowała się          |                                  |                                  |                                  |                                  |                                  |                                  |   |                                      |                                      |                                      |                                      |                                      |                                      |
| 2016 | Awans                            | II miejsce                       |                                  |                                  |                                  |                                  |                                  |                                  |   |                                      |                                      |                                      |                                      |                                      |                                      |
| 2020 | Awans                            | Faza grupowa                     |                                  |                                  |                                  |                                  |                                  |                                  |   |                                      |                                      |                                      |                                      |                                      |                                      |
| 2024 | Nie zakwalifikowała się          | Nie zakwalifikowała się          |                                  |                                  |                                  |                                  |                                  |                                  |   |                                      |                                      |                                      |                                      |                                      |                                      |

### Mistrzostwa świata
| Udział w mistrzostwach świata | Udział w mistrzostwach świata | Udział w mistrzostwach świata |
| Rok                           | Kwalifikacje                  | Wynik                         |
| ----------------------------- | ----------------------------- | ----------------------------- |
| 1930                          | Nie brała udziału             | Nie brała udziału             |
| 1934                          | Awans                         | III miejsce                   |
| 1938                          | Awans                         | 1/8 finału                    |
| 1950                          | Nie brała udziału             | Nie brała udziału             |
| 1954                          | Awans                         | Mistrzostwo                   |
| 1958                          | Awans                         | IV Miejsce                    |
| 1962                          | Awans                         | Ćwierćfinał                   |
| 1966                          | Awans                         | II Miejsce                    |
| 1970                          | Awans                         | III miejsce                   |
| 1974                          | Gospodarz                     | Mistrzostwo                   |
| 1978                          | Awans                         | Ćwierćfinał                   |
| 1982                          | Awans                         | II Miejsce                    |
| 1986                          | Awans                         | II Miejsce                    |
| 1990                          | Awans                         | Mistrzostwo                   |
| 1994                          | Awans                         | Ćwierćfinał                   |
| 1998                          | Awans                         | Ćwierćfinał                   |
| 2002                          | Awans                         | II Miejsce                    |
| 2006                          | Gospodarz                     | III Miejsce                   |
| 2010                          | Awans                         | III Miejsce                   |
| 2014                          | Awans                         | Mistrzostwo                   |
| 2018                          | Awans                         | Faza grupowa                  |
| 2022                          | Awans                         | Faza grupowa                  |
| 2026                          |                               |                               |

### Mistrzostwa Europy
| 1960 | Nie brała udziału       | Nie brała udziału       |
| 1964 | Nie brała udziału       | Nie brała udziału       |
| 1968 | Nie zakwalifikowała się | Nie zakwalifikowała się |
| 1972 | Awans                   | Mistrzostwo             |
| 1976 | Awans                   | II Miejsce              |
| 1980 | Awans                   | Mistrzostwo             |
| 1984 | Awans                   | Faza grupowa            |
| 1988 | Gospodarz               | półfinał                |
| 1992 | Awans                   | II Miejsce              |
| 1996 | Awans                   | Mistrzostwo             |
| 2000 | Awans                   | Faza grupowa            |
| 2004 | Awans                   | Faza grupowa            |
| 2008 | Awans                   | II Miejsce              |
| 2012 | Awans                   | III/IV miejsce          |
| 2016 | Awans                   | III/IV miejsce          |
| 2020 | Awans                   | 1/8 finału              |
| 2024 | Gospodarz               | Ćwierćfinał             |

### Puchar Konfederacji
| Udział w pucharze konfederacji | Udział w pucharze konfederacji | Udział w pucharze konfederacji |
| Rok                            | Kwalifikacje                   | Wynik                          |
| ------------------------------ | ------------------------------ | ------------------------------ |
| 1992                           | Nie zakwalifikowała się        | Nie zakwalifikowała się        |
| 1995                           | Nie zakwalifikowała się        | Nie zakwalifikowała się        |
| 1997                           | Nie zakwalifikowała się        | Nie zakwalifikowała się        |
| 1999                           | Awans                          | Faza grupowa                   |
| 2001                           | Nie zakwalifikowała się        | Nie zakwalifikowała się        |
| 2003                           | Nie zakwalifikowała się        | Nie zakwalifikowała się        |
| 2005                           | Gospodarz                      | III miejsce                    |
| 2009                           | Nie zakwalifikowała się        | Nie zakwalifikowała się        |
| 2013                           | Nie zakwalifikowała się        | Nie zakwalifikowała się        |
| 2017                           | Awans                          | Mistrzostwo                    |

## Obecny sztab szkoleniowy
- Selekcjoner:  Julian Nagelsmann
- Asystent:   Marcus Sorg
- Asystent:  Danny Röhl
- Trener bramkarzy:  Andreas Köpke
- Trener przygotowania fizycznego:  Marc Verstegen
- Trener fitness:   Nicklas Dietrich
- Trener fitness:   Shad Forsythe
- Trener indywidualny:  Mads Buttgereit
- Menedżer:  Oliver Bierhoff
- Dyrektor sportowy:  Matthias Sammer
- Psycholog:  Hans-Dieter Hermann
- Lekarz:  Hans-Wilhelm Müller-Wohlfahrt
- Szef akademii:  Meikel Schönweitz
- Szef banku informacji:  Urs Siegenthaler[12]

## Trenerzy reprezentacji Niemiec
| Szkoleniowiec     | Obywatelstwo                    | od   | do   | M   | W   | R  | P  | W%    | Największe sukcesy                              |
| ----------------- | ------------------------------- | ---- | ---- | --- | --- | -- | -- | ----- | ----------------------------------------------- |
| Komitet DFB       | Komitet DFB                     | 1908 | 1926 | 58  | 16  | 12 | 30 | 27,59 |                                                 |
| Otto Nerz         | Rzesza Niemiecka · / III Rzesza | 1926 | 1936 | 75  | 44  | 11 | 20 | 61,11 | MŚ 1934                                         |
| Sepp Herberger    | III Rzesza · RFN                | 1936 | 1964 | 162 | 92  | 26 | 44 | 56,79 | MŚ 1954                                         |
| Helmut Schön      | RFN                             | 1964 | 1978 | 139 | 87  | 31 | 21 | 62,59 | MŚ 1954 MŚ 1966 MŚ 1970 ME 1972 ME 1976         |
| Jupp Derwall      | RFN                             | 1978 | 1984 | 67  | 44  | 12 | 11 | 65,67 | MŚ 1982 ME 1980                                 |
| Franz Beckenbauer | RFN                             | 1984 | 1990 | 66  | 34  | 20 | 12 | 51,52 | MŚ 1990 MŚ 1986                                 |
| Berti Vogts       | Niemcy                          | 1990 | 1998 | 102 | 66  | 24 | 12 | 64,71 | ME 1996 ME 1992                                 |
| Erich Ribbeck     | Niemcy                          | 1998 | 2000 | 24  | 10  | 6  | 8  | 41,67 |                                                 |
| Rudi Völler       | Niemcy                          | 2000 | 2004 | 53  | 29  | 11 | 13 | 54,72 | MŚ 2002                                         |
| Jürgen Klinsmann  | Niemcy                          | 2004 | 2006 | 34  | 20  | 8  | 6  | 58,82 | MŚ 2006 PK 2005                                 |
| Joachim Löw       | Niemcy                          | 2006 | 2021 | 189 | 120 | 38 | 31 | 65,22 | MŚ 2014 MŚ 2010 ME 2008 ME 2012 ME 2016 PK 2017 |
| Hans-Dieter Flick | Niemcy                          | 2021 | 2023 | 6   | 6   | 0  | 0  | 100   | awans na MŚ 2022                                |
| Julian Nagelsmann | Niemcy                          | 2023 |      |     |     |    |    |       |                                                 |

## Rekordziści

### Najwięcej występów w kadrze

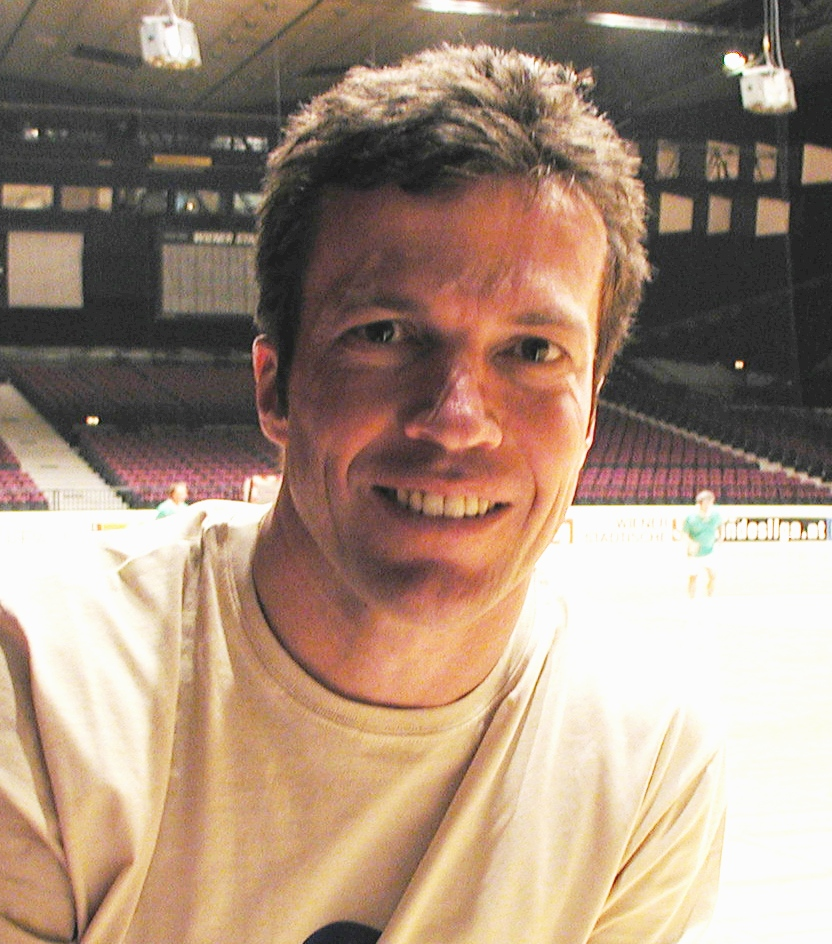
Lothar Matthäus – rekordzista pod względem liczby występów w reprezentacji Niemiec.

Stan na 12 września 2023
| Lp. | Zawodnik               | Lata gry w kadrze | Mecze | Bramki |
| --- | ---------------------- | ----------------- | ----- | ------ |
| 1.  | Lothar Matthäus        | 1980–2000         | 150   | 23     |
| 2.  | Miroslav Klose         | 2001–2014         | 137   | 71     |
| 3.  | Lukas Podolski         | 2004–2017         | 130   | 49     |
| 4.  | Thomas Müller          | 2010–             | 123   | 45     |
| 5.  | Bastian Schweinsteiger | 2004–2016         | 121   | 24     |
| 6.  | Manuel Neuer           | 2009–             | 117   | 0      |
| 7.  | Philipp Lahm           | 2004–2014         | 113   | 5      |
| 8.  | Jürgen Klinsmann       | 1987–1998         | 108   | 47     |
| 9.  | Toni Kroos             | 2010–2021         | 106   | 17     |
| 10. | Jürgen Kohler          | 1986–1998         | 105   | 2      |

### Najwięcej goli w kadrze
Stan na 12 września 2023
| Lp. | Zawodnik              | Lata gry w kadrze | Bramki | Mecze | Średnia |
| --- | --------------------- | ----------------- | ------ | ----- | ------- |
| 1.  | Miroslav Klose        | 2001–2014         | 71     | 137   | 0.52    |
| 2.  | Gerd Müller           | 1966–1974         | 68     | 62    | 1.1     |
| 3.  | Lukas Podolski        | 2004–2017         | 49     | 130   | 0.38    |
| 4.  | Rudi Völler           | 1982–1994         | 47     | 90    | 0.52    |
| 4.  | Jürgen Klinsmann      | 1987–1998         | 47     | 108   | 0.44    |
| 6.  | Karl-Heinz Rummenigge | 1976–1986         | 45     | 95    | 0.47    |
| 6.  | Thomas Müller         | 2010–             | 45     | 123   | 0.37    |
| 8.  | Uwe Seeler            | 1954–1970         | 43     | 72    | 0.6     |
| 9.  | Michael Ballack       | 1999–2010         | 42     | 98    | 0.43    |
| 10. | Oliver Bierhoff       | 1996–2002         | 37     | 70    | 0.53    |

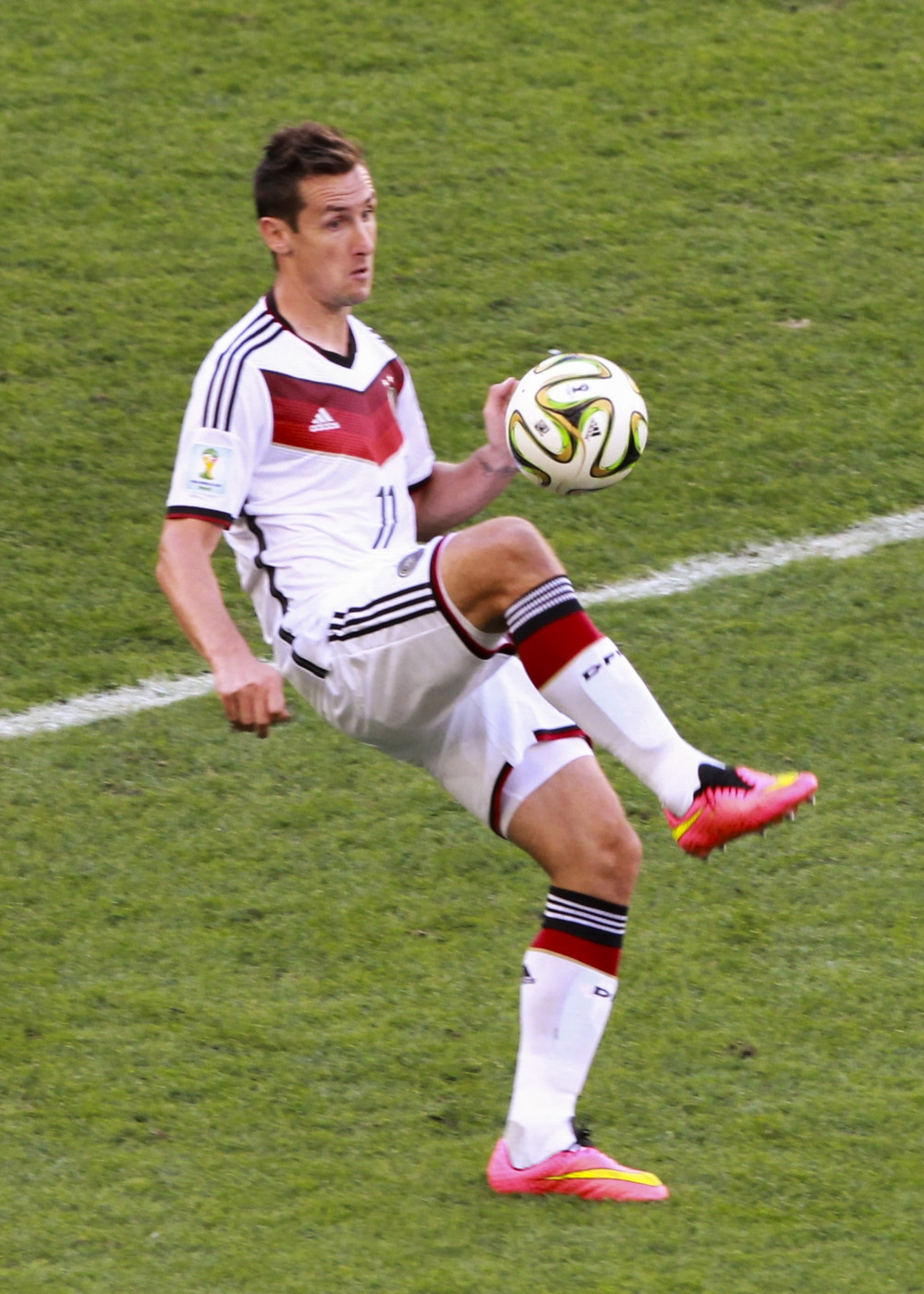
Miroslav Klose – najlepszy strzelec w historii reprezentacji Niemiec.

- Pogrubioną czcionką oznaczono piłkarzy branych pod uwagę przy ustalaniu obecnej kadry.

### Kapitanowie
| Kapitan                | Lata      | Uwagi                                                                                    |
| ---------------------- | --------- | ---------------------------------------------------------------------------------------- |
| Fritz Szepan           | 1934–1939 |                                                                                          |
| Paul Janes             | 1939–1942 |                                                                                          |
| Fritz Walter           | 1951–1956 | Pierwszy kapitan, który zdobył z reprezentacją RFN mistrzostwo świata (1954).            |
| Hans Schäfer           | 1952–1962 | Pierwszy reprezentant Niemiec grający na trzech mistrzostwach świata (1954, 1958, 1962). |
| Helmut Rahn            | 1958–1959 |                                                                                          |
| Herbert Erhardt        | 1959–1962 |                                                                                          |
| Hans Schäfer           | 1962      |                                                                                          |
| Uwe Seeler             | 1962–1970 |                                                                                          |
| Wolfgang Overath       | 1970–1972 |                                                                                          |
| Franz Beckenbauer      | 1972–1977 | Kapitan mistrzów Europy 1972. Kapitan mistrzów świata 1974.                              |
| Berti Vogts            | 1977–1978 |                                                                                          |
| Sepp Maier             | 1978–1979 |                                                                                          |
| Bernard Dietz          | 1979–1981 | Kapitan mistrzów Europy 1980.                                                            |
| Karl-Heinz Rummenigge  | 1981–1986 |                                                                                          |
| Harald Schumacher      | 1986      |                                                                                          |
| Klaus Allofs           | 1986–1987 |                                                                                          |
| Lothar Matthäus        | 1988–1994 | Kapitan mistrzów świata 1990. Pierwszy kapitan reprezentacji zjednoczonych Niemiec.      |
| Jürgen Klinsmann       | 1995–1998 | Kapitan mistrzów Europy 1996.                                                            |
| Oliver Bierhoff        | 1998–2001 |                                                                                          |
| Oliver Kahn            | 2001–2004 |                                                                                          |
| Michael Ballack        | 2004–2010 |                                                                                          |
| Philipp Lahm           | 2010–2014 | Kapitan mistrzów świata 2014.                                                            |
| Bastian Schweinsteiger | 2014–2016 |                                                                                          |
| Manuel Neuer           | 2016–2017 |                                                                                          |
| Julian Draxler         | 2017      | Kapitan zdobywców Pucharu Konfederacji 2017.                                             |
| Manuel Neuer           | 2017–     |                                                                                          |

### Piłkarz roku
- 2010: Bastian Schweinsteiger[13]
- 2011: Mesut Özil[13]
- 2012: Mesut Özil[13]
- 2013: Mesut Özil[13]
- 2014: Toni Kroos[13]
- 2015: Mesut Özil[13]
- 2016: Mesut Özil[14]
- 2017: Joshua Kimmich[15]
- 2018: Marco Reus
- 2019: Matthias Ginter[16]
- 2020: Manuel Neuer[17]

### Rekordy trenerskie
- Najwięcej meczów:  Joachim Löw (198)

### Rekordy reprezentacji
- 15 wygranych meczów turniejowych z rzędu

| Data       | Miasto         | Przeciwnik  | Wynik | Turniej       | Zdobywcy goli dla reprezentacji Niemiec                                                                           |
| ---------- | -------------- | ----------- | ----- | ------------- | --- |
| 10.07.2010 | Port Elizabeth | Urugwaj     | 3:2   | Mundial 2010  | Thomas Müller 19', Marcell Jansen 56', Sami Khedira 82'                                                           |
| 03.09.2010 | Bruksela       | Belgia      | 1:0   | El. Euro 2012 | Miroslav Klose 51'                                                                                                |
| 07.09.2010 | Kolonia        | Azerbejdżan | 6:1   | El. Euro 2012 | Heiko Westermann 28', Lukas Podolski 45+1', Miroslav Klose 45+2', 90+2', Rəşad Sadıqov 53', Holger Badstuber 86'' |
| 08.10.2010 | Berlin         | Turcja      | 3:0   | El. Euro 2012 | Miroslav Klose 42', 87', Mesut Özil 79'                                                                           |
| 12.10.2010 | Astana         | Kazachstan  | 3:0   | El. Euro 2012 | Miroslav Klose 48', Mario Gómez 76', Lukas Podolski 85'                                                           |
| 26.03.2011 | Kaiserslautern | Kazachstan  | 4:0   | El. Euro 2012 | Miroslav Klose 3', 88', Thomas Müller 25', 43'                                                                    |
| 03.06.2011 | Wiedeń         | Austria     | 2:1   | El. Euro 2012 | Mario Gómez 44', 90'                                                                                              |
| 07.06.2011 | Baku           | Azerbejdżan | 3:1   | El. Euro 2012 | Mesut Özil 30', Mario Gómez 41', André Schürrle 90+3'                                                             |
| 02.09.2011 | Gelsenkirchen  | Austria     | 6:2   | El. Euro 2012 | Miroslav Klose 8', Mesut Özil 23', 47', Lukas Podolski 28', André Schürrle 83', Mario Götze 88'                   |
| 07.10.2011 | Stambuł        | Turcja      | 3:1   | El. Euro 2012 | Mario Gómez 35', Thomas Müller 66', Bastian Schweinsteiger 86' (k)                                                |
| 11.10.2011 | Düsseldorf     | Belgia      | 3:1   | El. Euro 2012 | Mesut Özil 30', André Schürrle 33', Mario Gómez 48'                                                               |
| 09.06.2012 | Lwów           | Portugalia  | 1:0   | Euro 2012     | Mario Gómez 72'                                                                                                   |
| 13.06.2012 | Charków        | Holandia    | 2:1   | Euro 2012     | Mario Gómez 24', 38'                                                                                              |
| 17.06.2012 | Lwów           | Dania       | 2:1   | Euro 2012     | Lukas Podolski 19', Sven Bender 80'                                                                               |
| 22.06.2012 | Gdańsk         | Grecja      | 4:2   | Euro 2012     | Philipp Lahm 39', Sami Khedira 61', Miroslav Klose 68', Marco Reus 74'                                            |

## Nagrody
- Nagroda Fair Play mistrzostw świata: 1974
- Nagroda Fair Play Pucharu Konfederacji: 2017
- Drużyna Roku FIFA: 1993, 2014, 2017
- Drużyna Roku Laureus World Sports Awards: 2015
- Drużyna Roku World Soccer: 1990, 2014
- Nieoficjalne mistrzostwa świata: 31 razy
- Niemiecka Drużyna Roku: 1966, 1970, 1974, 1980, 1990, 1996, 2002, 2006, 2010, 2014
- Srebrny Liść Laurowy: 1954, 1972, 1974, 1980, 1990, 1996, 2014

| Turniej              | złoto | srebro | brąz | Łącznie |
| -------------------- | ----- | ------ | ---- | ------- |
| Mistrzostwa świata   | 4     | 4      | 4    | 12      |
| Mistrzostwa Europy   | 3     | 3      | 3    | 9       |
| Puchar Konfederacji  | 1     | 0      | 1    | 2       |
| Liga Narodów UEFA    | 0     | 0      | 0    | 0       |
| Igrzyska olimpijskie | 1     | 2      | 3    | 6       |
| Łącznie              | 9     | 9      | 11   | 29      |

## Stroje
| Producent | od   | do    |
| --------- | ---- | ----- |
| Erima     | 1965 | 1980  |
| Adidas    | 1980 | nadal |

### Dzieje strojów
Stroje domowe
| 1974 | 1978-1980 | 1982 | 1984 | 1986 | 1988-1990 | 1992 | 1994 | 1996 | 1998 |

| 2000 | 2002 | 2004 | 2006 | 2008 | 2010 | 2012 | 2014 | 2016 | 2017 |

| 2018 |